# Kyokujitsuki

, actuel pavillon des forces navales de défense.

Le Kyokujitsuki (旭日旗, littéralement « Drapeau du Soleil levant ») est un drapeau japonais figurant un cercle solaire rouge sur fond blanc entouré de rayons. Il est aujourd'hui utilisé par les Forces japonaises d'autodéfense et la Force terrestre d'autodéfense japonaise, et le fut historiquement par l'armée japonaise, en particulier l'Armée impériale japonaise et la Marine impériale japonaise. Toujours symbole de tradition et de bonne fortune au Japon, il est perçu à l'étranger, surtout en Asie de l'Est, comme symbole de l'occupation japonaise et y possède une connotation particulièrement négative.
Similaire au drapeau national du Japon, appelé Hinomaru (日の丸の旗, hi no maru no hata, « drapeau au disque solaire »), il en diffère par la présence de rayons, symbolisant ceux du Soleil au levant. Il symbolise visuellement le Japon comme « Pays du Soleil levant ».

## Histoire et conception
Le Soleil levant est utilisé au Japon comme symbole depuis la Période d'Asuka (de 538 à 710 ap. J-C). En 608, une correspondance officielle du prince Shōtoku à l'empereur chinois Sui Yangdi appelle le Japon « le pays où le soleil se lève ». L'archipel japonais étant à l'est de l'Asie, c'est en effet là que le Soleil se lève en premier sur le continent. Le Japon sera désormais souvent désigné comme le « pays du soleil levant ». Au XIIe siècle, dans Le Dit des Heike (平家物語, Heike monogatari), il était écrit que certains samouraïs avaient des représentations du Soleil sur leurs éventails.
Le nom japonais du Japon (日本, Nihon) veut dire « origine du soleil » ou « là où naît le soleil », ce que l'on traduit souvent par « Empire du soleil levant ». Sur le Kyokujitsuki le disque rouge symbolise le Soleil, et les lignes rouges les rayons de lumière de ce dernier au levant.
Le motif du soleil levant (dit « Asahi ») a été largement utilisé depuis des siècles au Japon, et certains étaient appelés « Hiashi » (日足,ひあし), et utilisés pour les crêtes des samouraïs. Le drapeau a été surtout utilisé par ces derniers de la région de Kyūshū.
Il y a eu beaucoup de variantes de drapeaux Asahi, et celui avec des rayons partant dans toutes les directions, sans nuages, fut utilisé pour symboliser la bonne économie, la festivité. On le retrouve lors de prières, festivals, ou d'autres événements.
La version certainement la plus connue est la variante de type Mire de Siemens appelée « Kyokujitsuki » (旭日旗), utilisée depuis l'époque d'Edo (1603 ap. J-C). Elle apparaît notamment dans plusieurs ukiyo-e (voir dans la rubrique « Art » ci dessous).
Le symbole fut historiquement utilisé par les daimyos (大名, daimyō) et l'armée japonaise, en particulière l'Armée impériale japonaise et la Marine impériale japonaise. Le drapeau, appelé « Jyūrokujō-Kyokujitsu-ki » (十六条旭日旗), figure un soleil rouge, centré au milieu pour le drapeau de l'Armée impériale, ou décentré vers le mat pour le pavillon, et à 16 rayons. Il fut adopté comme drapeau de guerre le 15 mai 1870, et utilisé jusqu'à la fin de la Seconde Guerre mondiale en 1945, avant d'être déclaré interdit par le traité de San Francisco de 1951 car trop associée à l'impérialisme japonais. Le pavillon au soleil décentré est finalement de nouveau utilisé par les forces navales de défense (la marine de guerre japonaise) à partir du 30 juin 1954. La seule différence entre l'ancien pavillon et celui de 1954 est la couleur du rouge, légèrement plus claire (RGB #bd0029) que l'ancienne (RGB #b12d3d). En même temps, fut instaurée une nouvelle version du drapeau, appelée « Hachijō-Kyokujitsuki » (八条旭日旗), adoptée par les forces terrestres, comportant 8 rayons entourés d'une bordure dorée.

## Aujourd'hui

### Statut et utilisation

Drapeau de la Force terrestre d'autodéfense japonaise.

Le Kyokujitsuki est utilisé au Japon dans de nombreux produits commerciaux (comme des canettes de bières de la marque Asahi Breweries), vêtements, posters, journaux (comme le quotidien Asahi Shimbun), mangas, anime, films, jeux vidéo (par exemple dans Street Fighter II)... On peut le voir lors de fêtes de changements de saison, de naissances, ainsi que sur des bateaux, en signe de pêche abondante, ces derniers étant appelés Tairyō-bata (大漁旗). Le symbole est parfois aussi utilisé lors d’événements sportifs. Cette utilisation fait cependant souvent polémique.
Le drapeau est toujours utilisé par des branches de l'armée japonaise; les Forces japonaises d'autodéfense et la Force terrestre d'autodéfense japonaise. Ces dernières utilisent une variante appelée Hachijō-Kyokujitsuki (八条旭日旗), qui consiste en un motif de disque solaire rouge à huit rayons partant vers l'extérieur, et entouré d'une bordure dorée. Le ratio de ce drapeau est de 8:9.
Une autre variante, le Jyūrokujō-Kyokujitsu-ki (十六条旭日旗), historiquement utilisée par l'Armée impériale japonaise et la Marine impériale japonaise comporte un disque solaire (excentré dans le cas du pavillon de marine) à 16 rayons (ratio de 2:3). Le pavillon est encore aujourd'hui utilisé par les forces navales de défense (la marine de guerre japonaise) depuis le 30 juin 1954. Ce drapeau a une connotation fortement négative en Asie de l'Est, en Chine[réf. nécessaire] et en Corée particulièrement du fait de l'occupation japonaise pendant la Seconde Guerre mondiale.
Le symbole du soleil levant et ses déclinaisons sont parfois repris à l'étranger, comme symbole du Japon ou de sa culture. C'est le cas aux États-Unis, où il est ou fut utilisé sur les emblèmes de certaines unités militaires basées au Japon. En France, il est utilisé pour des événements ou organisations en rapport avec la culture japonaise, comme le logo de la Japan Expo.

### Controverses
Le symbole Kyokujitsuki est parfois utilisé par les nationalistes japonais, dans une logique décrit comme de l'oubli ou de la passivité face aux crimes commis par le pays pendant la Seconde Guerre mondiale. Il apparaît dans des organisations et mouvements tels que le Zaitokukai, qui prône le « massacre des Coréens », ou le Nippon Kaigi, plus grande organisation de droite conservatrice du Japon qui considère que l'impérialisme japonais fut une « guerre sainte de libération ».
Le drapeau est régulièrement montré du doigt et pointé comme symbole de haine, de l'impérialisme et du militarisme japonais, surtout en Chine ou[réf. nécessaire] en Corée, au Nord comme au Sud, où l'émoi est particulièrement vif. Le 1er octobre 2018, le Premier ministre Lee Nak-yon avait demandé au Japon d’effectuer « un examen de conscience approfondi sur la signification du kyokujitsuki pour les Coréens ». En Corée du Nord, la Korean Central News Agency, agence de presse officielle, qualifie le drapeau de « bannière [...] éclaboussée de sang ». En Chine, les médias restent prudents vis à vis du symbole, même si le point de vue de l'opinion se rapproche de celui de l'opinion coréenne.
Le 11 septembre 2019, le gouvernement sud-coréen a demandé au Comité international olympique l'interdiction du drapeau lors des Jeux olympiques de Tokyo 2020, en le comparant à la croix gammée nazie. Le CIO a répondu qu'il n'étudiera les problèmes le concernant qu'au « cas par cas ».
Le gouvernement japonais soutient en revanche que « les revendications affirmant que le drapeau est l'expression d'assertions politiques ou un symbole du militarisme sont absolument fausses », que « les affirmations du gouvernement de la République de Corée ne sont pas valables » et considère cela comme « un grand malentendu ». Le drapeau ne fait pas l'objet de débats de la part du parti conservateur au pouvoir, les polémiques sur le Kyokujitsuki étant considérés comme de la nippophobie. Le gouvernement a réaffirmé cette position en 2019 et a assuré l'autorisation du drapeau pendant les JO de Tokyo.
Le 17 juillet 2021, quelques jours avant l'ouverture des Jeux olympiques 2020 de Tokyo, le Comité olympique sud-coréen retire des bannières controversées, affichées aux balcons de ses appartements du village olympique, qui faisaient référence à la Guerre d'Imjin. En échange, ces derniers ont affirmé avoir eu la promesse du Comité international olympique que le Kyokujitsuki serait banni dans les stades et autres sites olympiques. Les officiels japonais n'ont fait aucun commentaire concernant cette annonce.
Du fait du statut polémique du Kyokujitsuki en Corée du Sud, des Sud-Coréens protestent régulièrement pour arrêter la pratique du drapeau à l'étranger, notamment dans le milieu du jeu-vidéo. Ainsi, en 2013 à la suite d'une pétition recueillant plus de 40 000 signatures, le jeu World of Warships remplace le Kyokujitsuki par le drapeau national du Japon, le disque rouge sur fond blanc dit Hinomaru (日の丸の旗, hi no maru no hata, littéralement « drapeau au disque solaire ») bien qu'il n'ait pas été utilisé par la marine japonaise. Le 14 juillet 2018, la sortie d'un masque au motif du soleil levant sur PUBG suscite une polémique chez les joueurs sud-coréens, conduisant à la suppression de l'objet et à des excuses de la part de l'éditeur. En juin 2020, le jeu vidéo Forza Horizon 4 bannit l'utilisation du Kyokujitsuki, en même temps que d'autres symboles haineux tels que la croix gammée ou le drapeau confédéré.
De nombreuses initiatives ont ainsi lieu, en Corée du Sud pour la plupart, contre toute banalisation du symbole. Par exemple, en avril 2013 à la suite d'une polémique le groupe de rock Muse retire un passage de leur clip vidéo filmé à Tokyo où l'on voit un Kyokujitsuki. En mai 2013, l'utilisation à New York d'un motif rappelant fortement le motif du soleil levant par la Restaurant Week et la Broadway Week débouche sur l'interdiction du symbole,. Adidas est critiqué en juillet 2018 pour l'utilisation du symbole lors d'un clip promotionnel. En avril 2019, le club de l'Olympique de Marseille déclenche une polémique sur les réseaux sociaux en illustrant avec le Kyokujitsuki un message en l'honneur de l'anniversaire du joueur Hiroki Sakai.
En 2021 lors de la finale masculine d'escalade aux Jeux olympiques d'été à Tokyo, un bloc évoquant le symbole du soleil levant fait controverse, décrié notamment par la grimpeuse coréenne Jain Kim, qui regrette « qu’il n'y ait pas eu d'excuses pour les significations blessantes divulguées involontairement à travers ce bloc ».

## Exemples d'utilisation

### Art

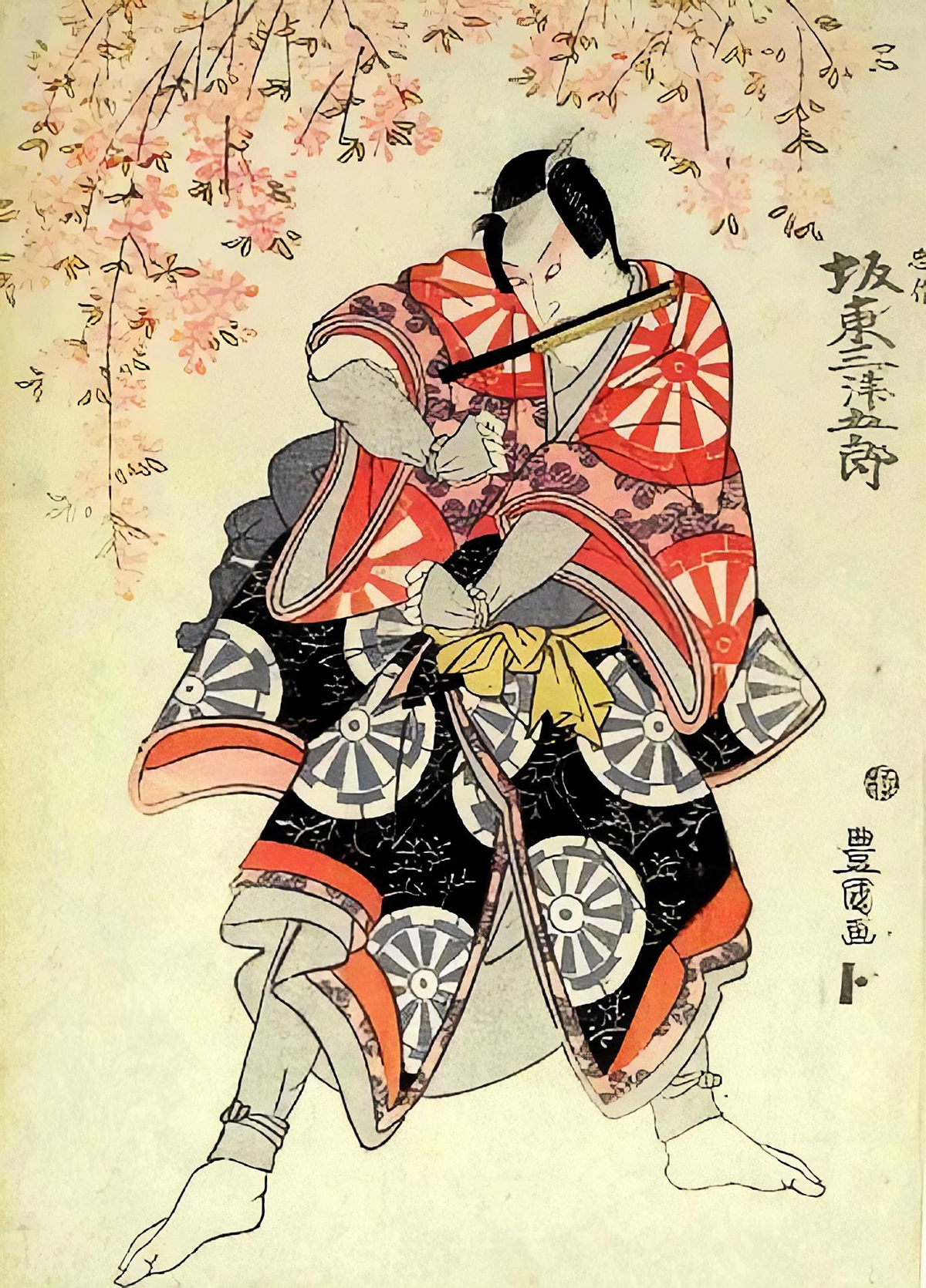
Acteur de kabuki Bandō Mitsugorō III, nishiki-e de Toyokawa Hikokuni, 1822.
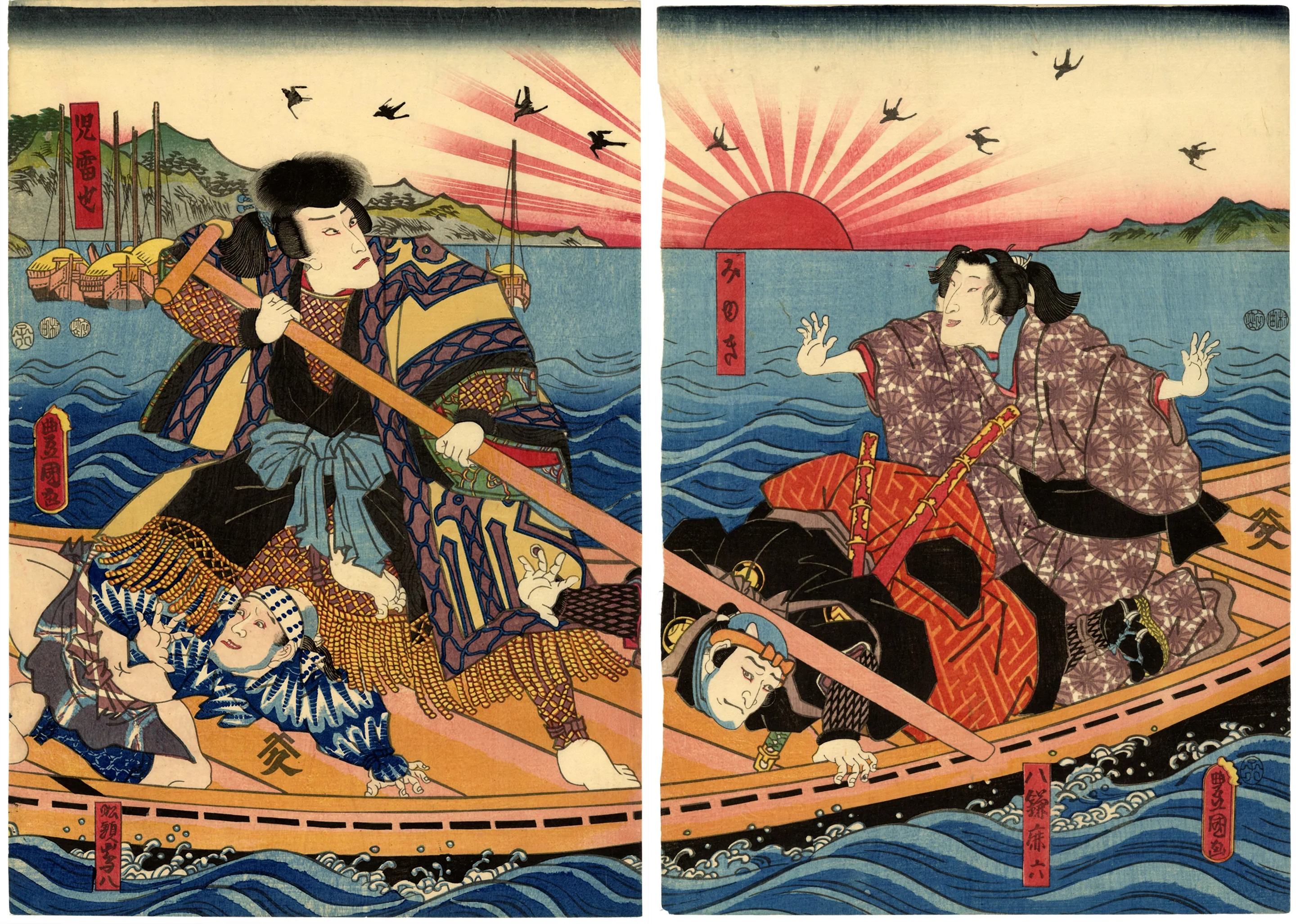
Jiraiya, Sunrise and Boat, ukiyo-e par Utagawa Kunisada, 1852.
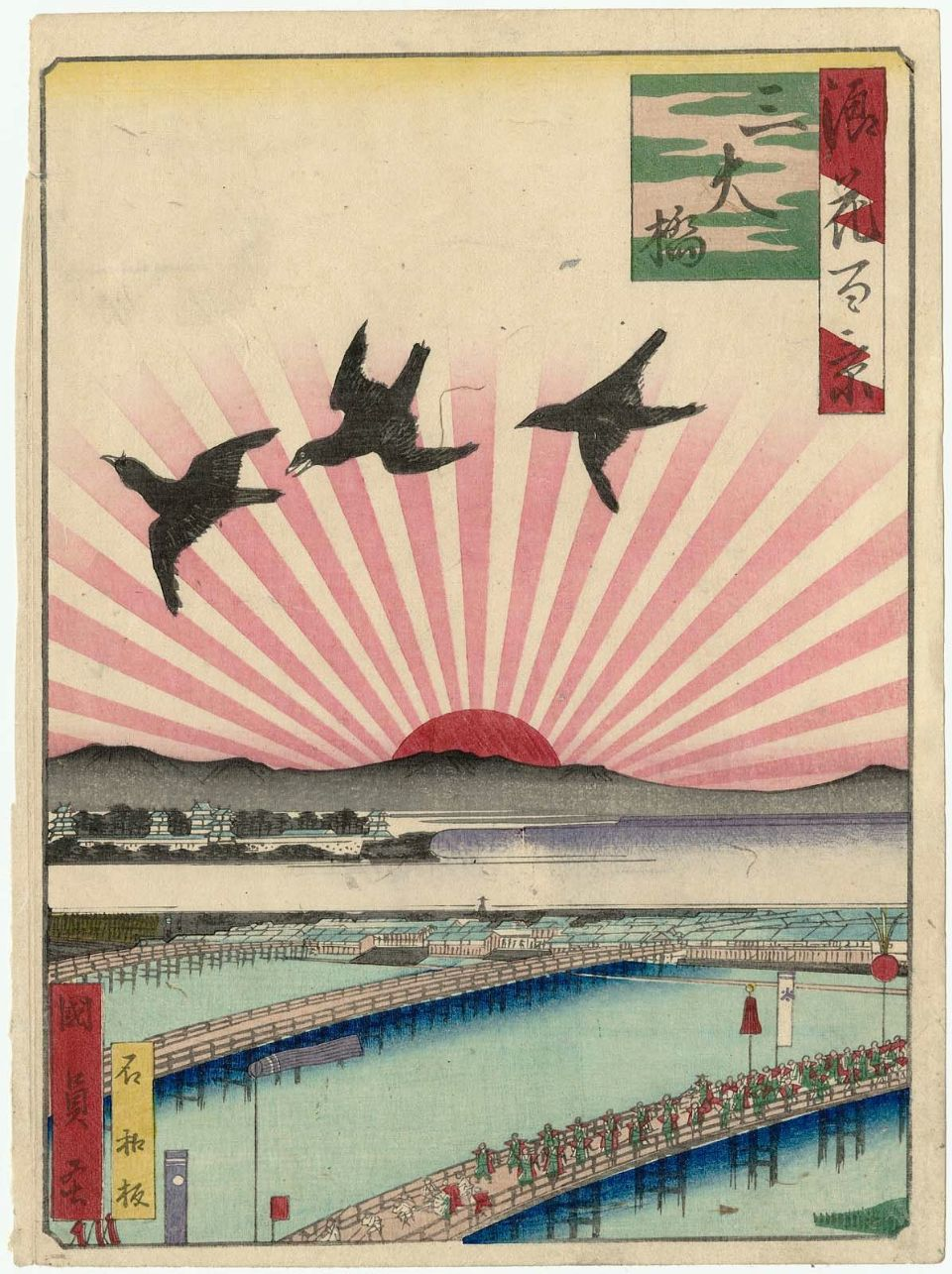
Cent vues d'Osaka,Trois grands ponts, ukiyo-e d'Utagawa Kunikazu, 1854.
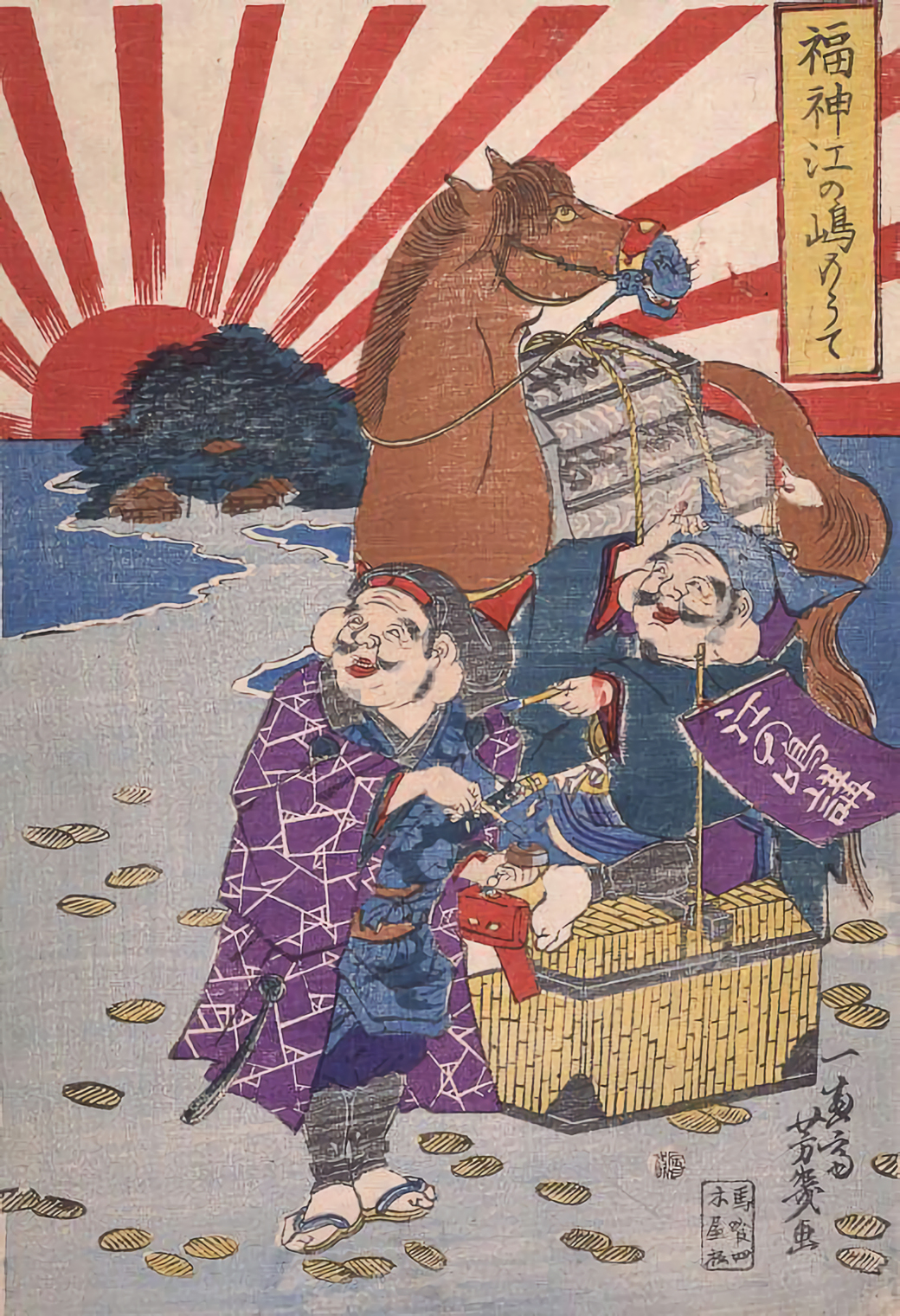
La visite des Divinités du Bonheur à Enoshima, ukiyo-e de Utagawa Yoshiiku, 1869.
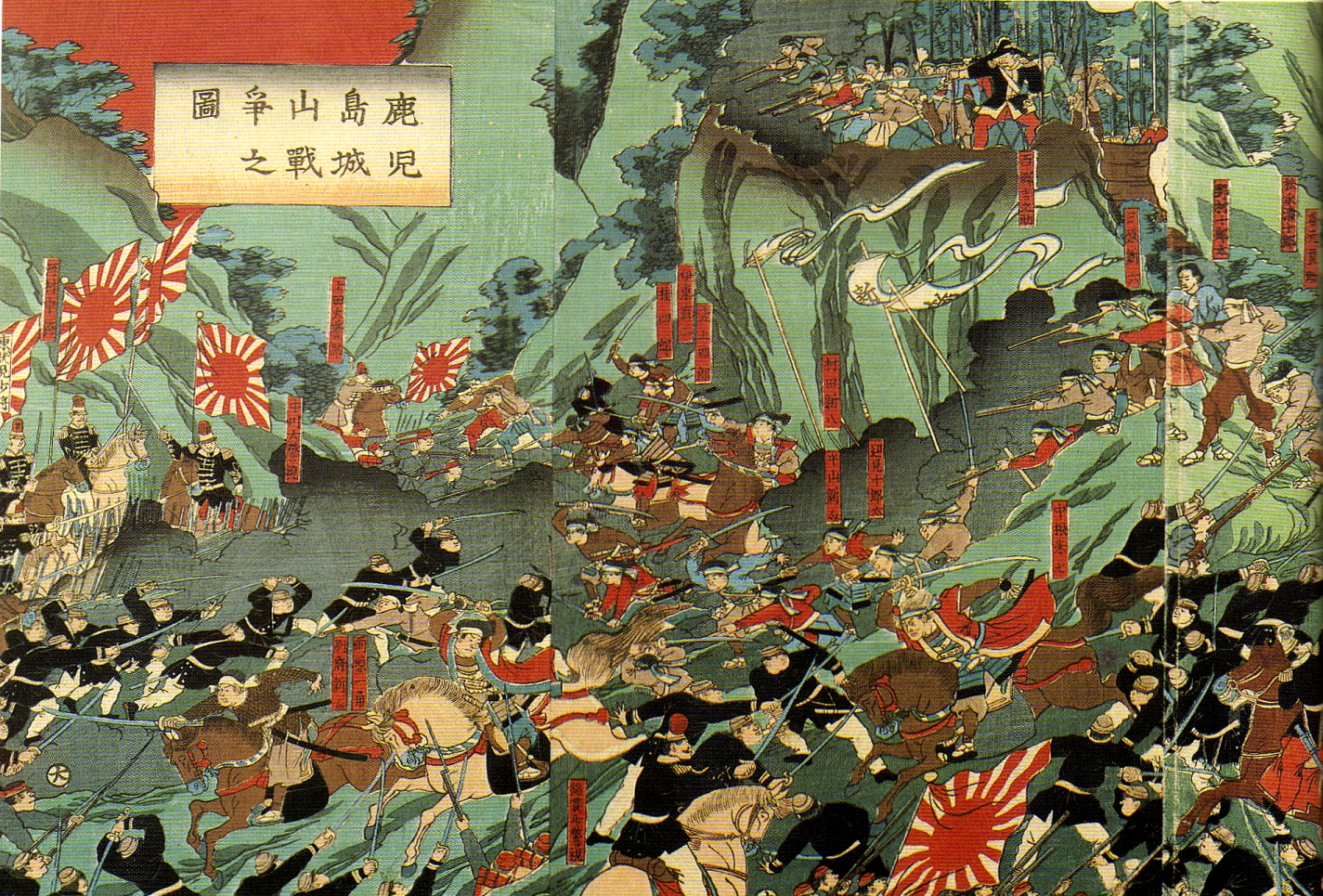
Illustration de la Bataille de Shiroyama, 1880.
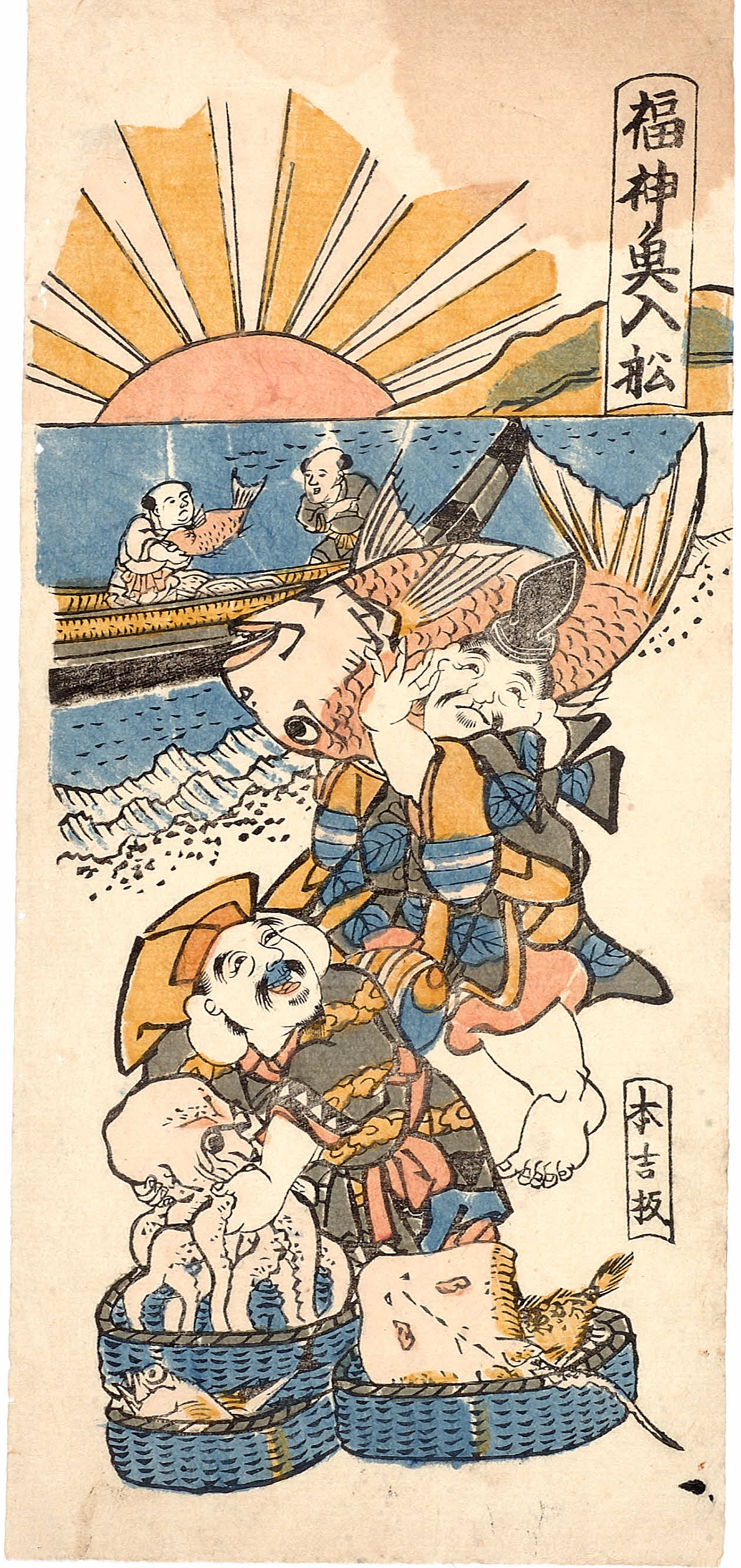
Arrivée du poisson à Fugitoshi, auteur inconnu, XIXe siècle, époque d'Edo.
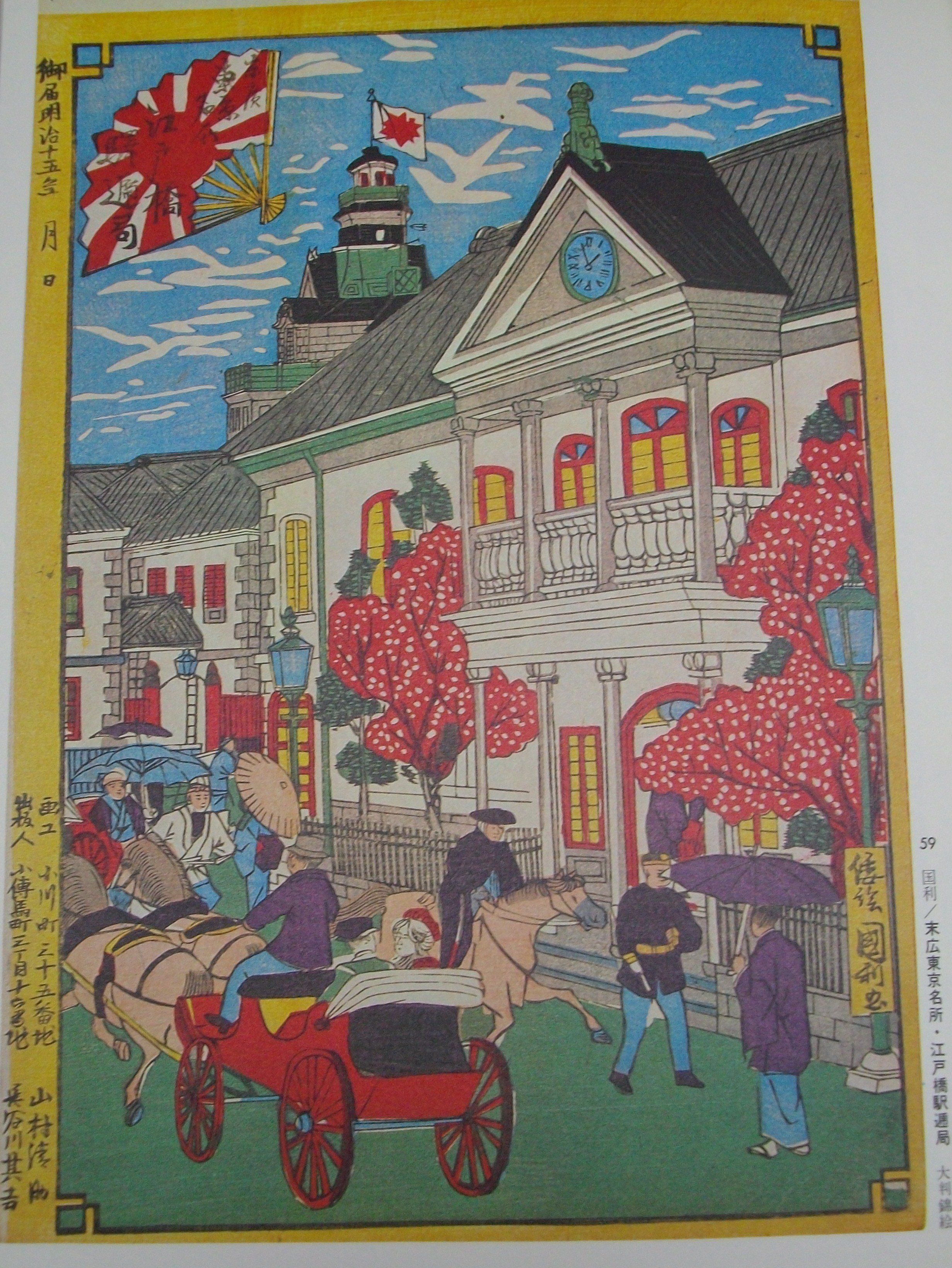
Sites touristiques de Suehiro à Tokyo - le bureau à Edobashi des communications et des transports, 1882.
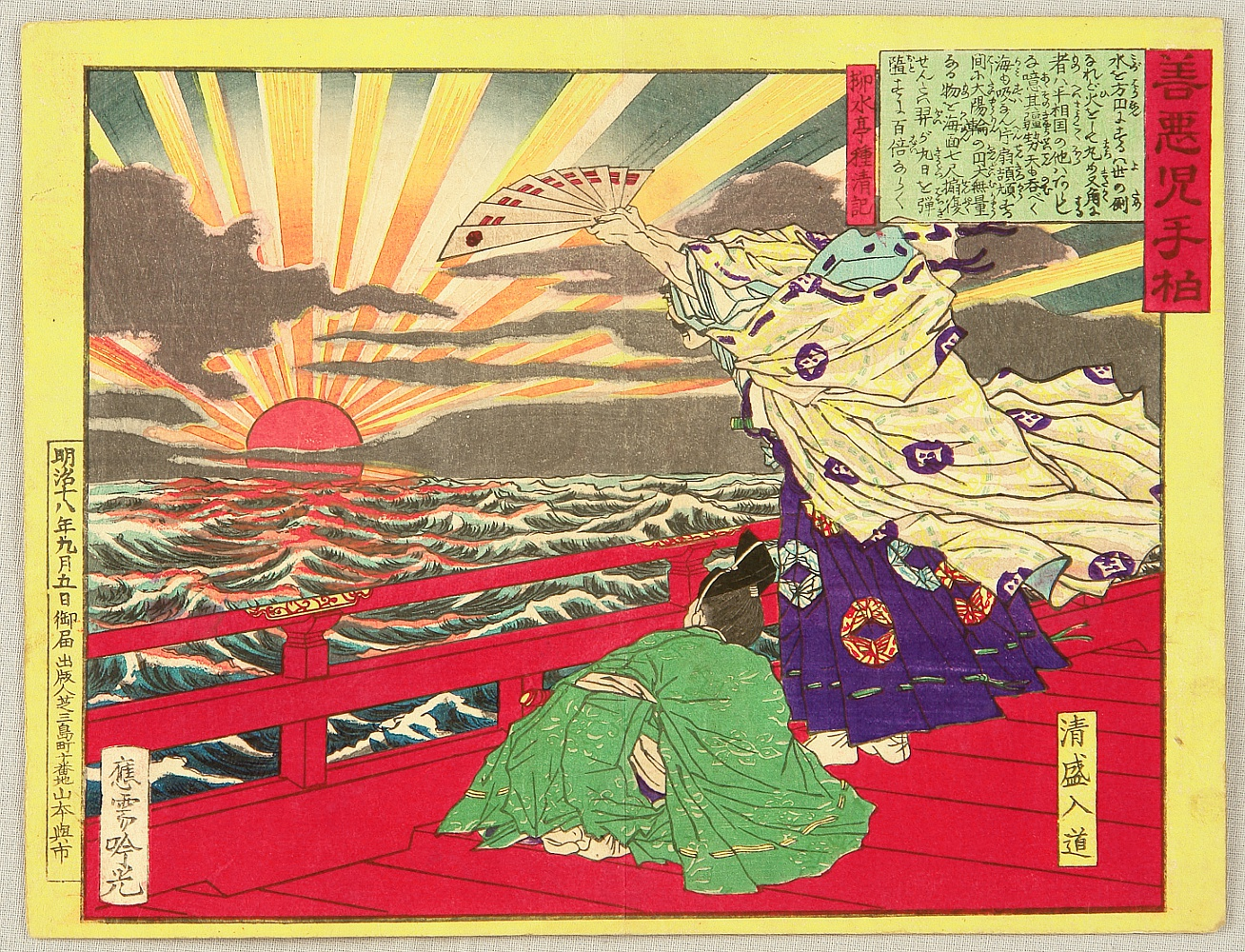
Tiré de La main de l'enfant bon et mauvais - Kiyomori Nyudo, par Adachi Ginkō, 1885.
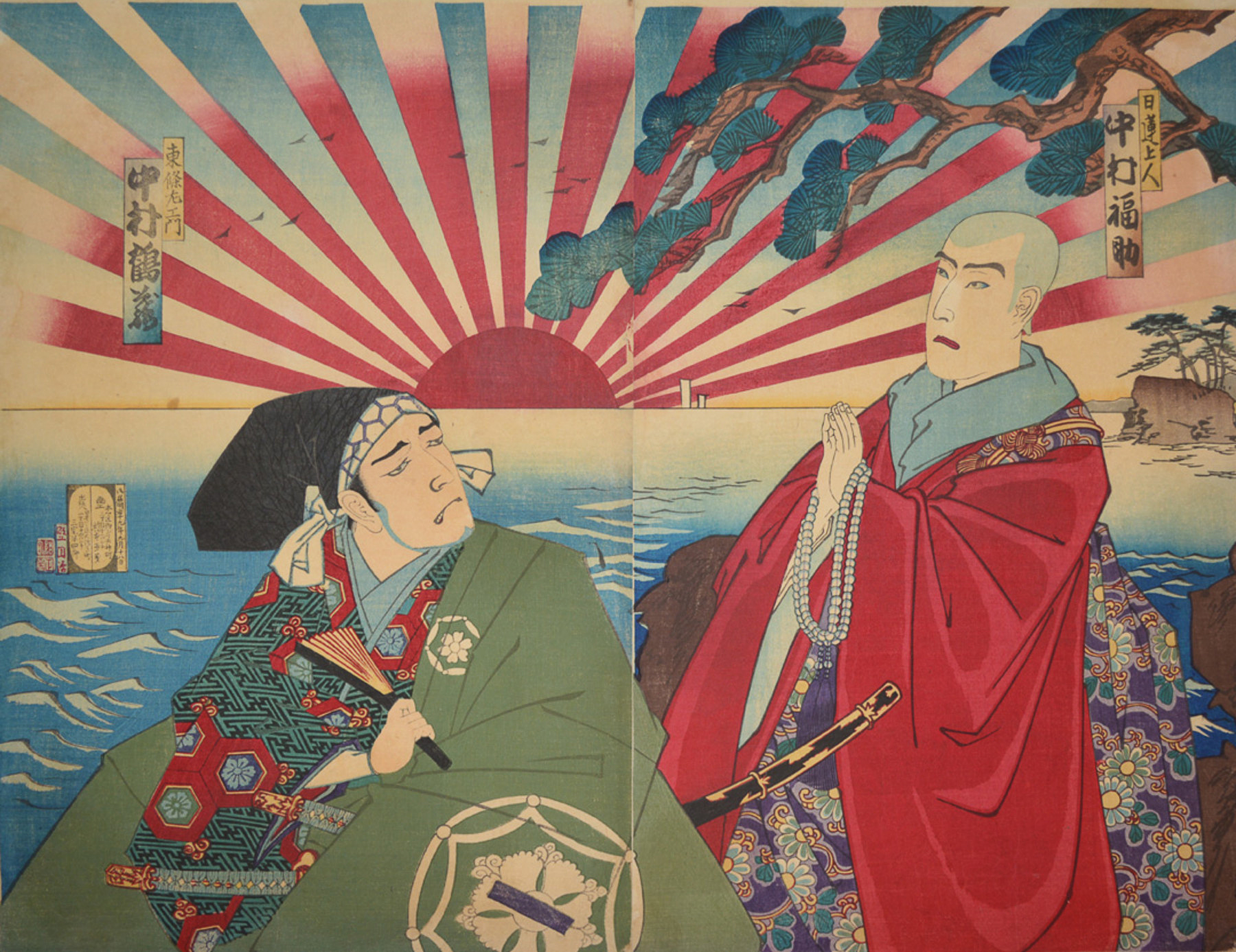
L'acteur de Kabuki Nakamura Fukusuke dans le rôle de Nichiren Shonin et Nakamura Kakuzo dans le rôle de Tojo Saemon de Toyohara Kunichika (1886)
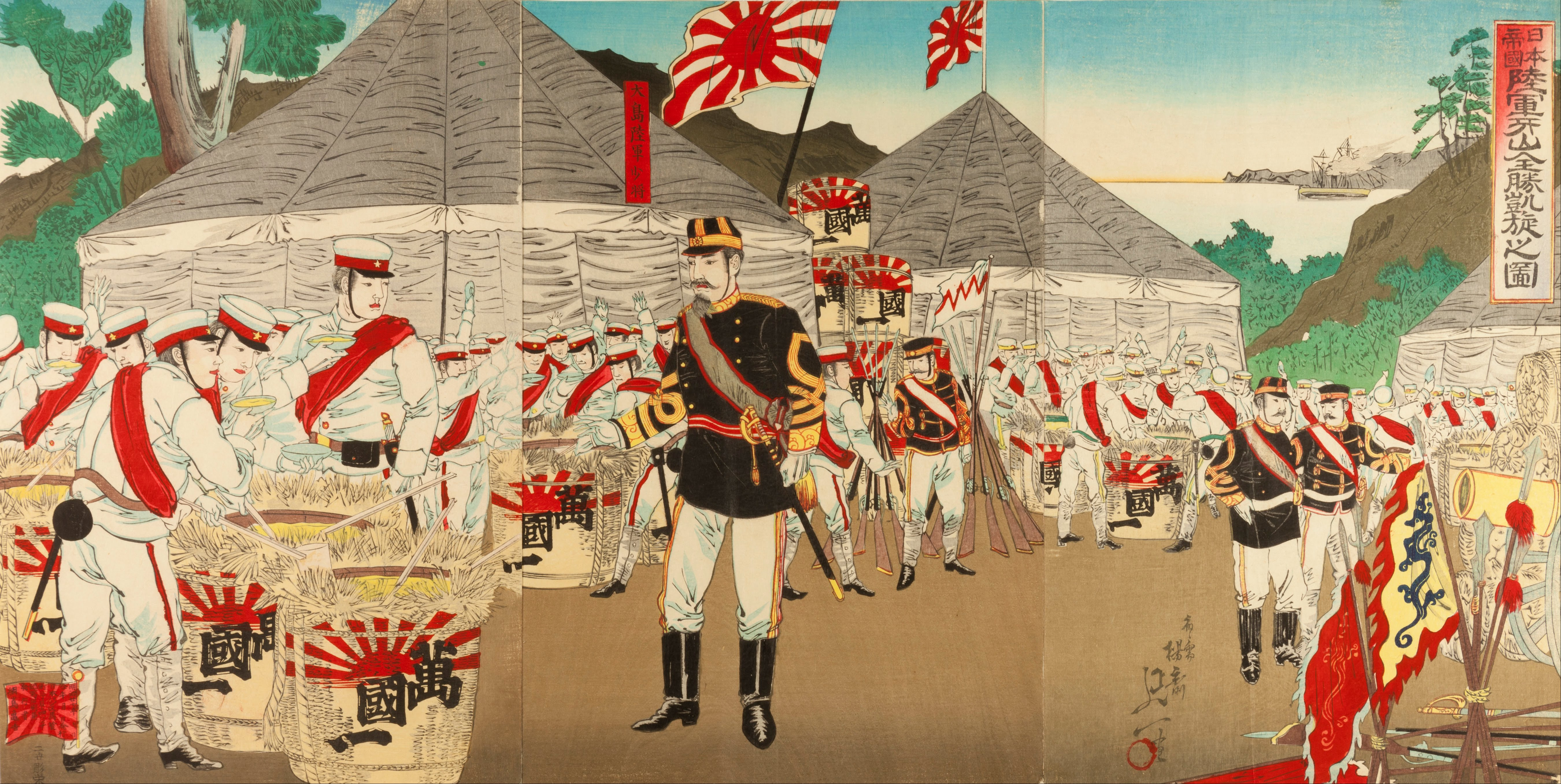
Retour triomphal d'Asan de l'Armée Impériale japonaise victorieuse, par Watanabe Nobukazu, ère Meiji, 1894.
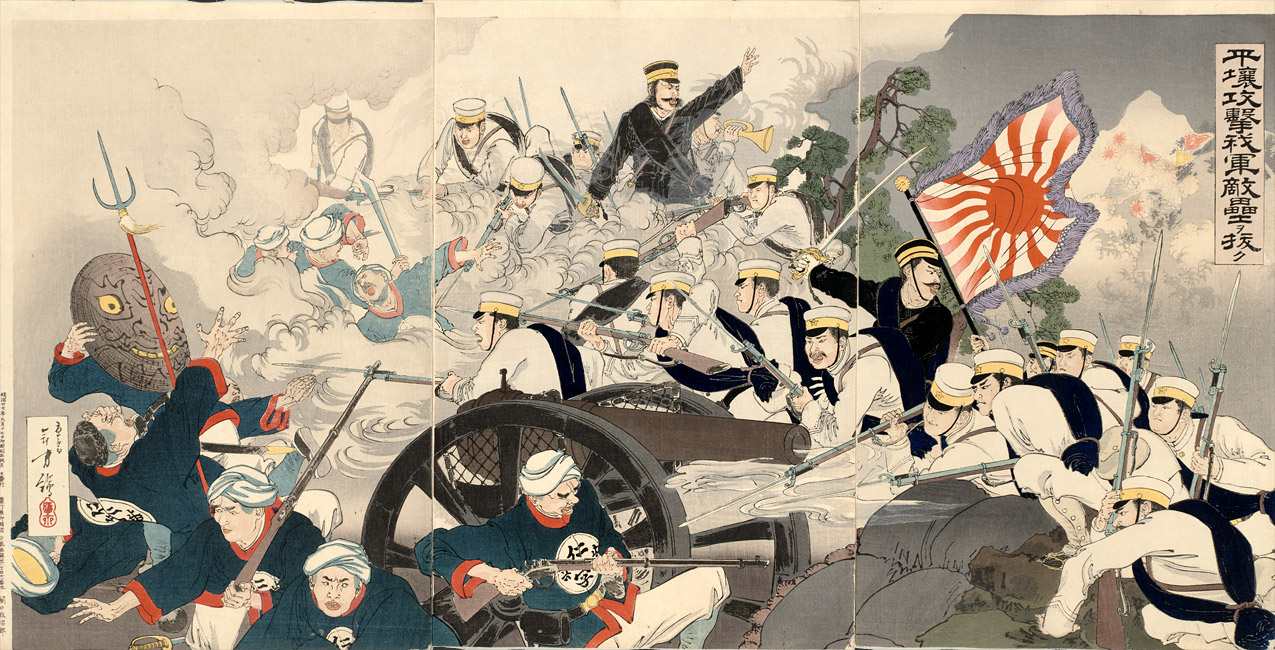
Attaquant Pyongyang, nos troupes conquiert la forteresse ennemie, par Mizuno Toshikata, septembre 1894.
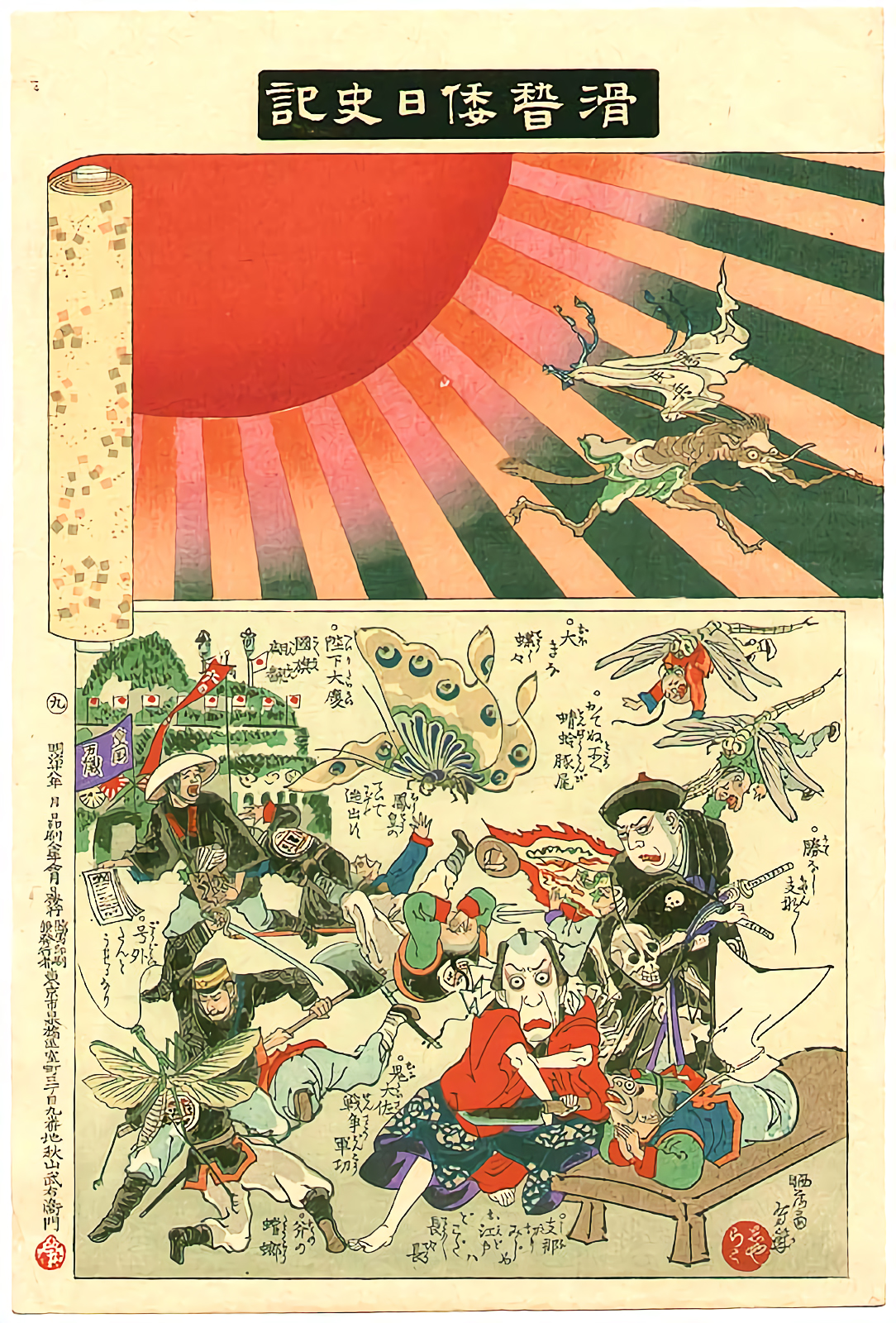
Guerre sino-chinoise, papillon et mantis priant, de Utagawa Yoshiiku, 1895.
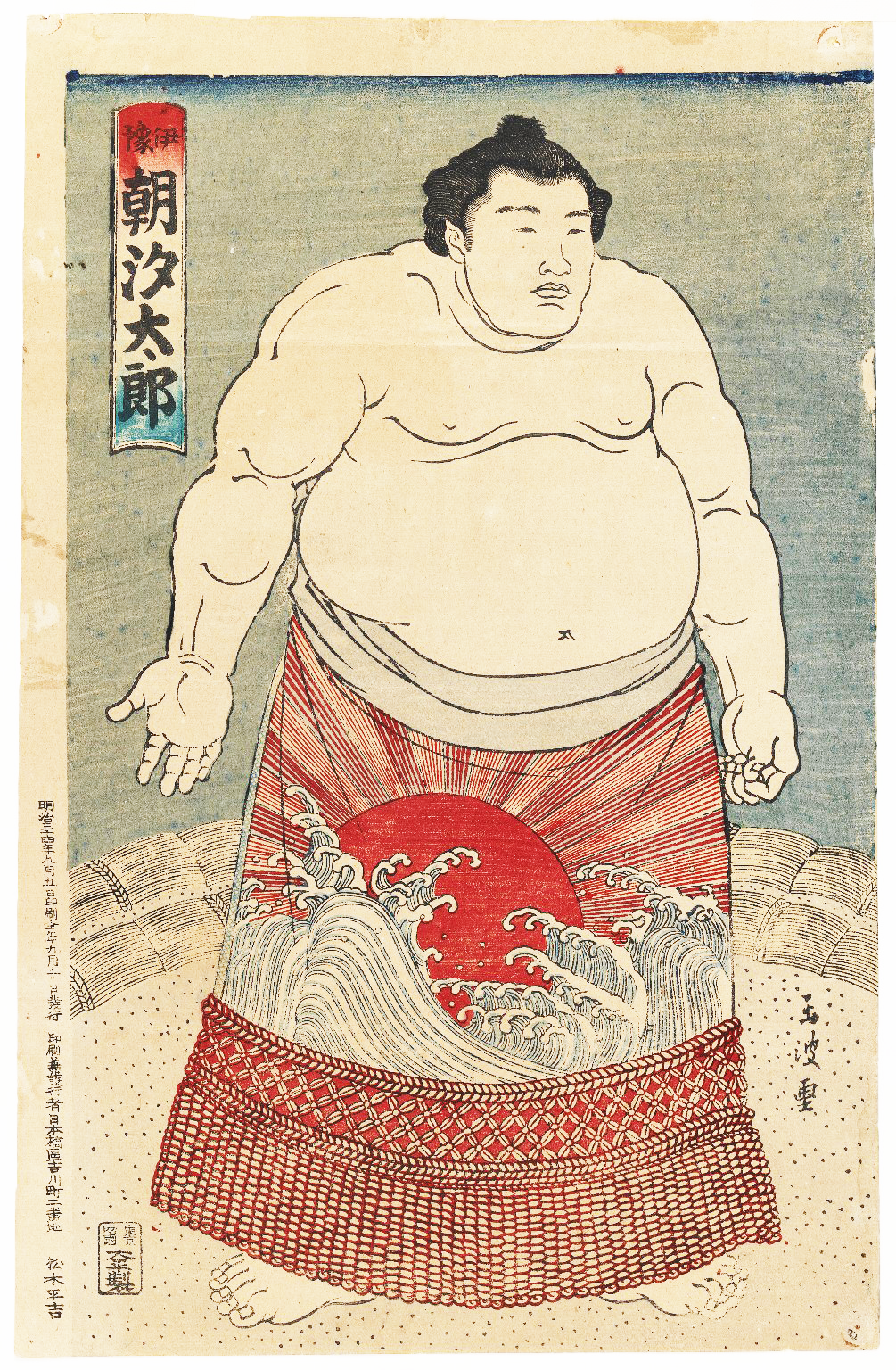
Le lutteur sumo Asashio Tarō I, ukiyo-e de Gyokuha ga, 1901.
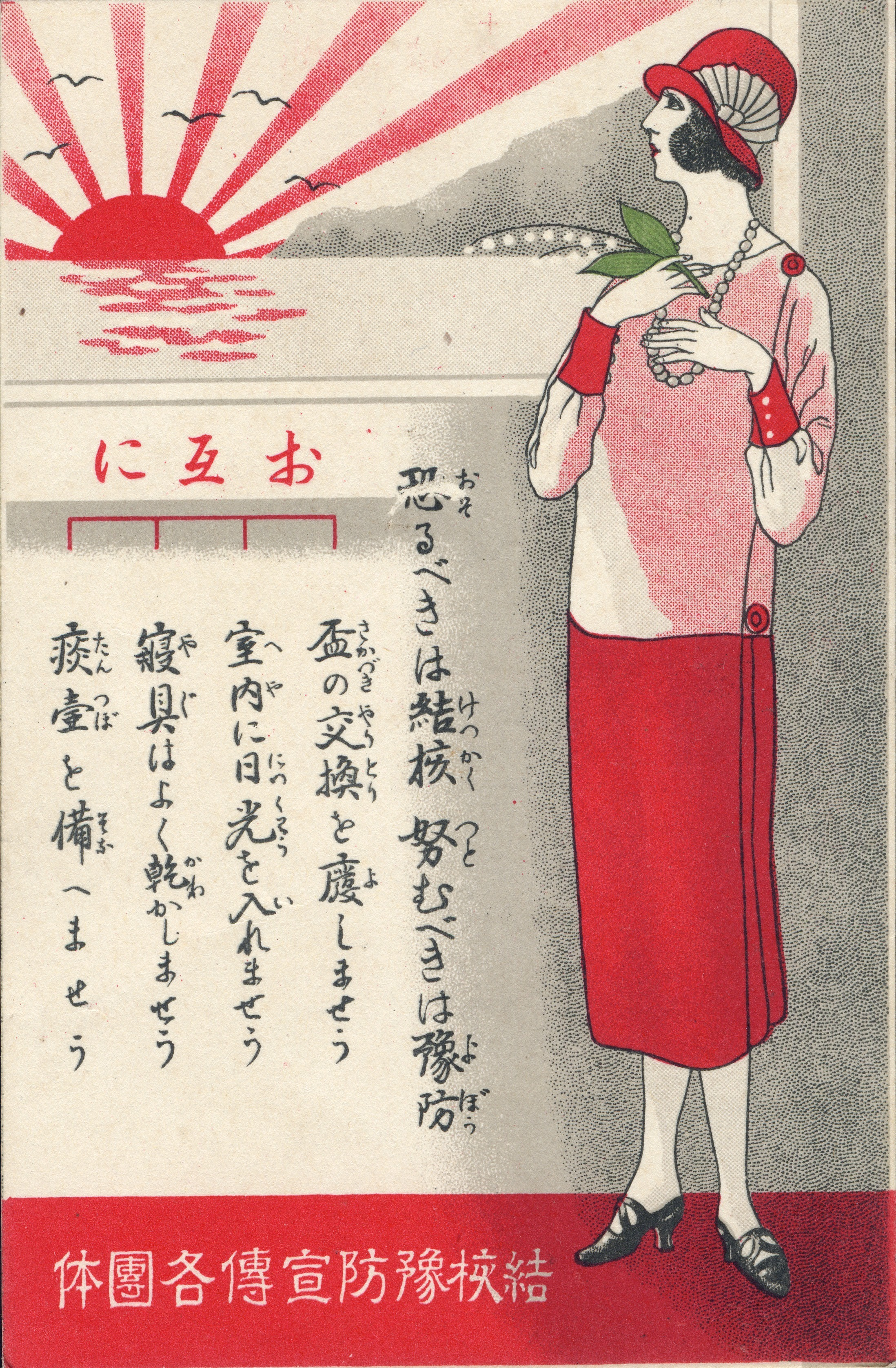
Carte postale des groupes anti-tuberculose au Japon, 27 juin 1925.

### Produits

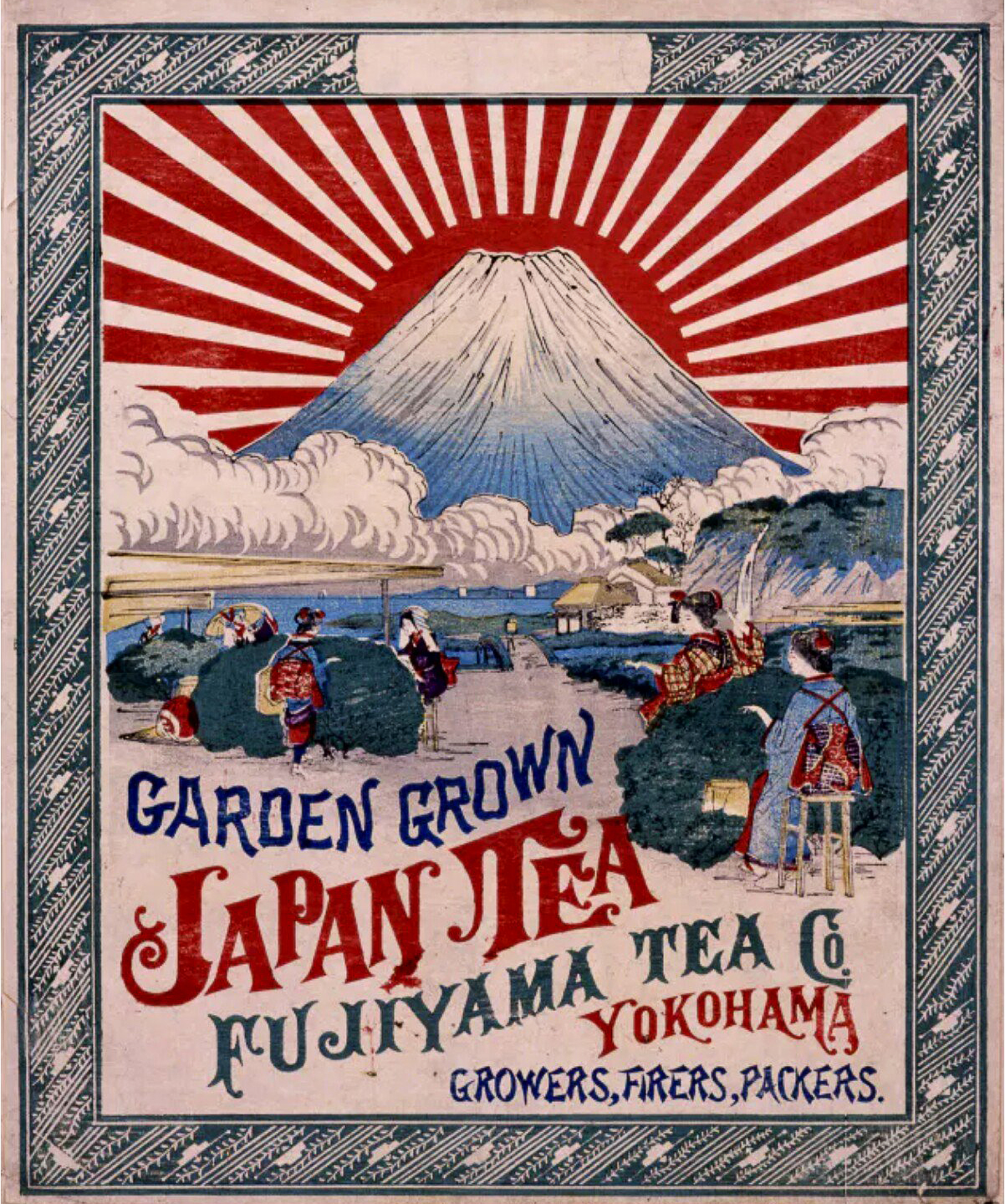
Étiquette d'un thé vert japonais destiné à l'exportation, ère Meiji.
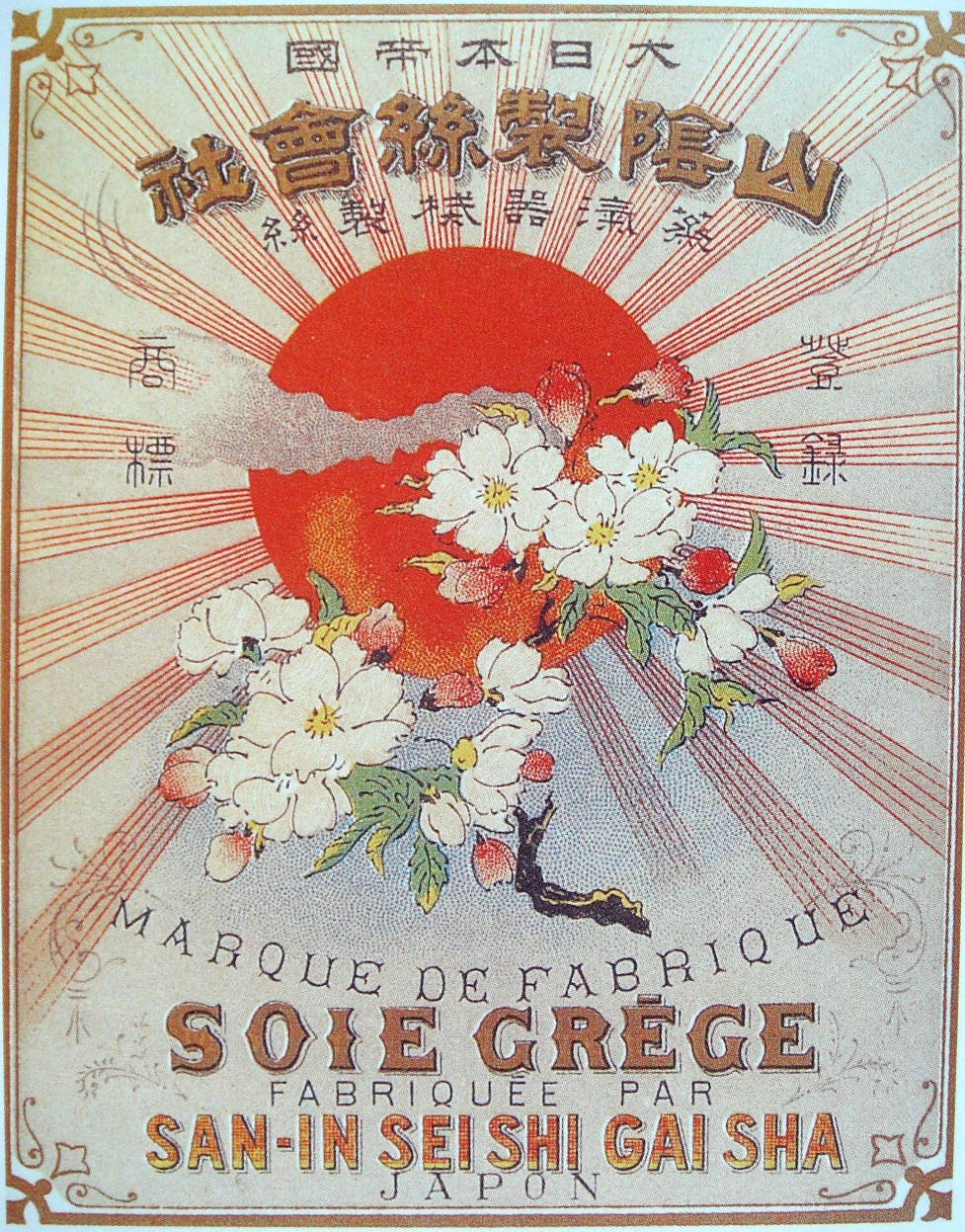
Étiquette de paquet de soie grège, en japonais et en français, vers 1880.
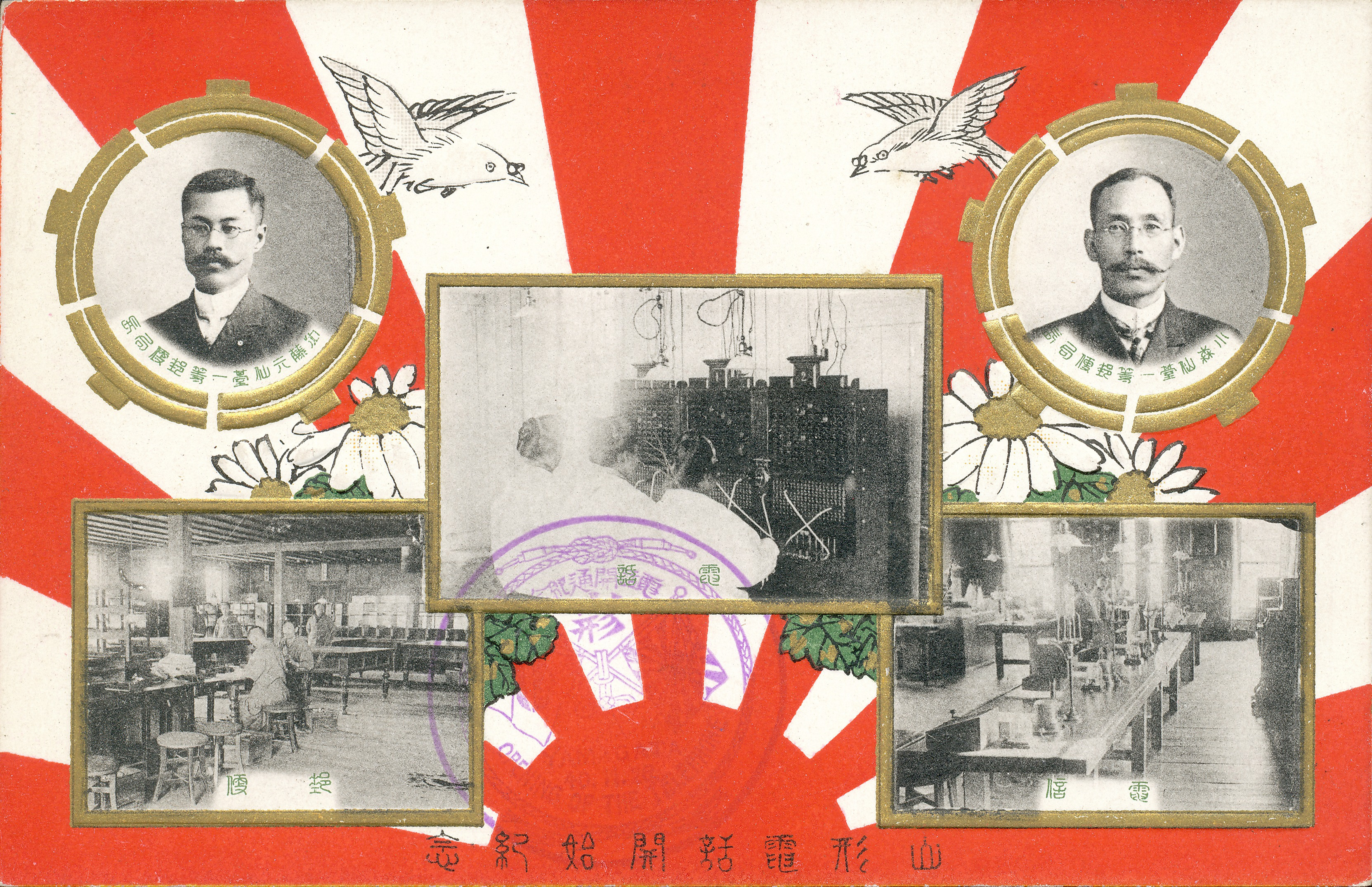
Carte postale commémorative de l'ouverture du téléphone à Yamagata, 26 novembre 1907.
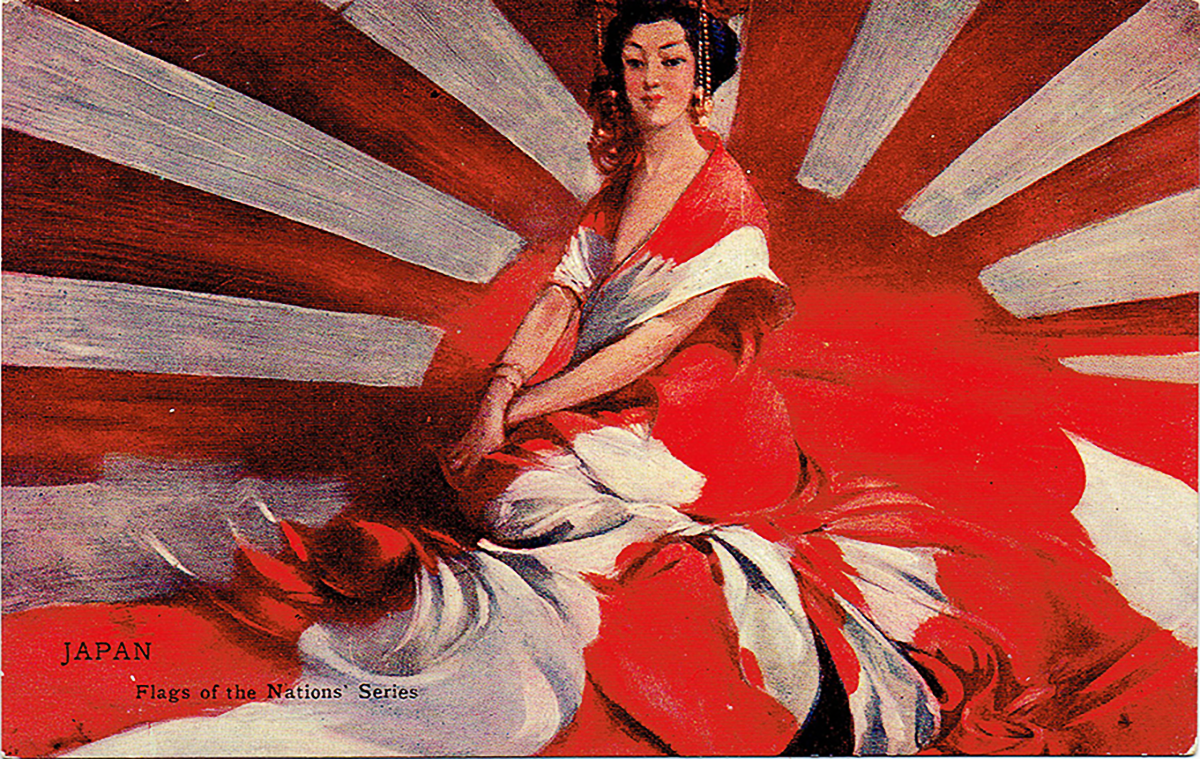
Carte postale d'une femme japonaise drapée dans le drapeau du soleil levant du Japon, 1910.
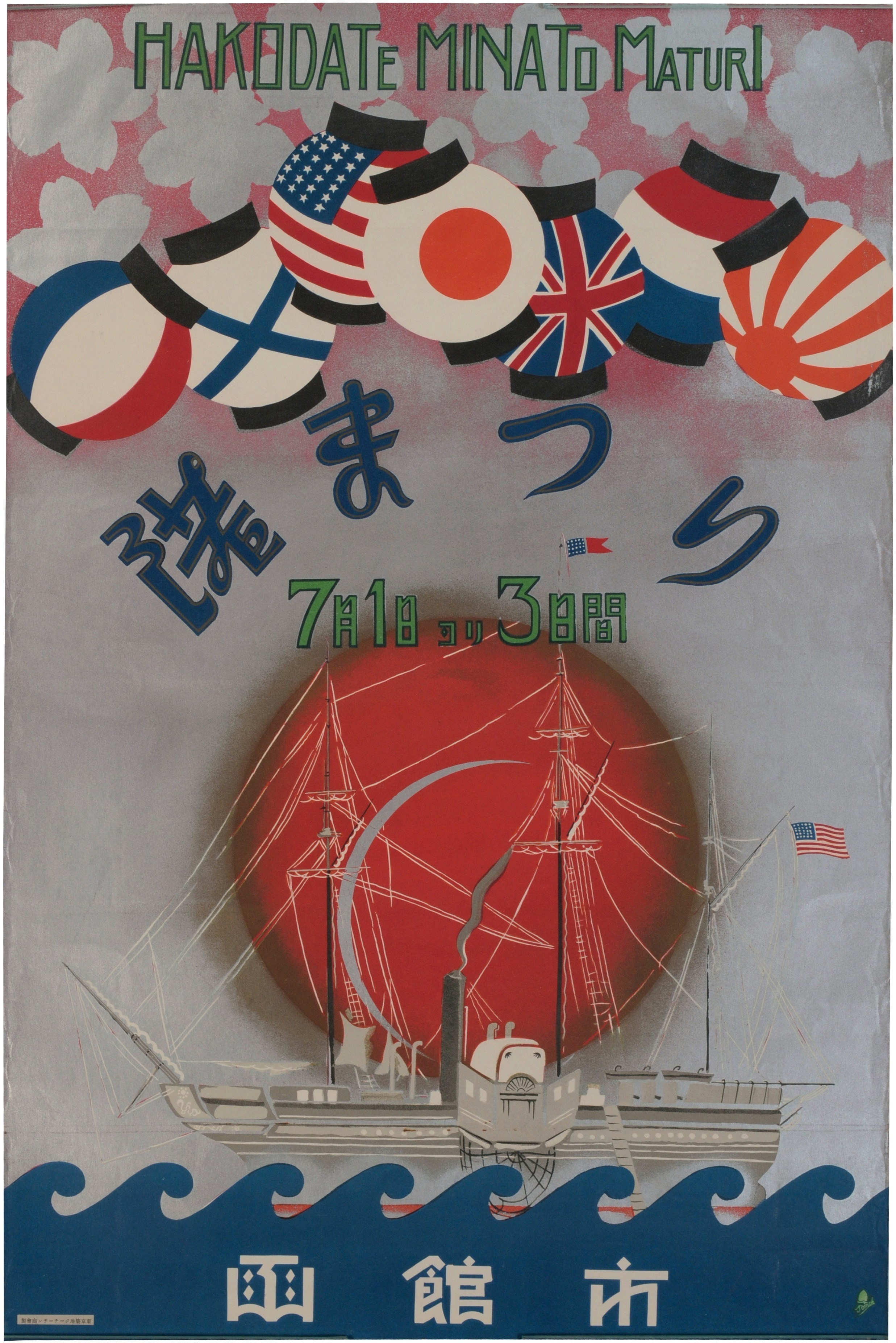
Affiche pour le premier Festival du port d'Hakodate, 1935.
Drapeau du quotidien japonais Asashi Shinbun (libéral, de gauche).
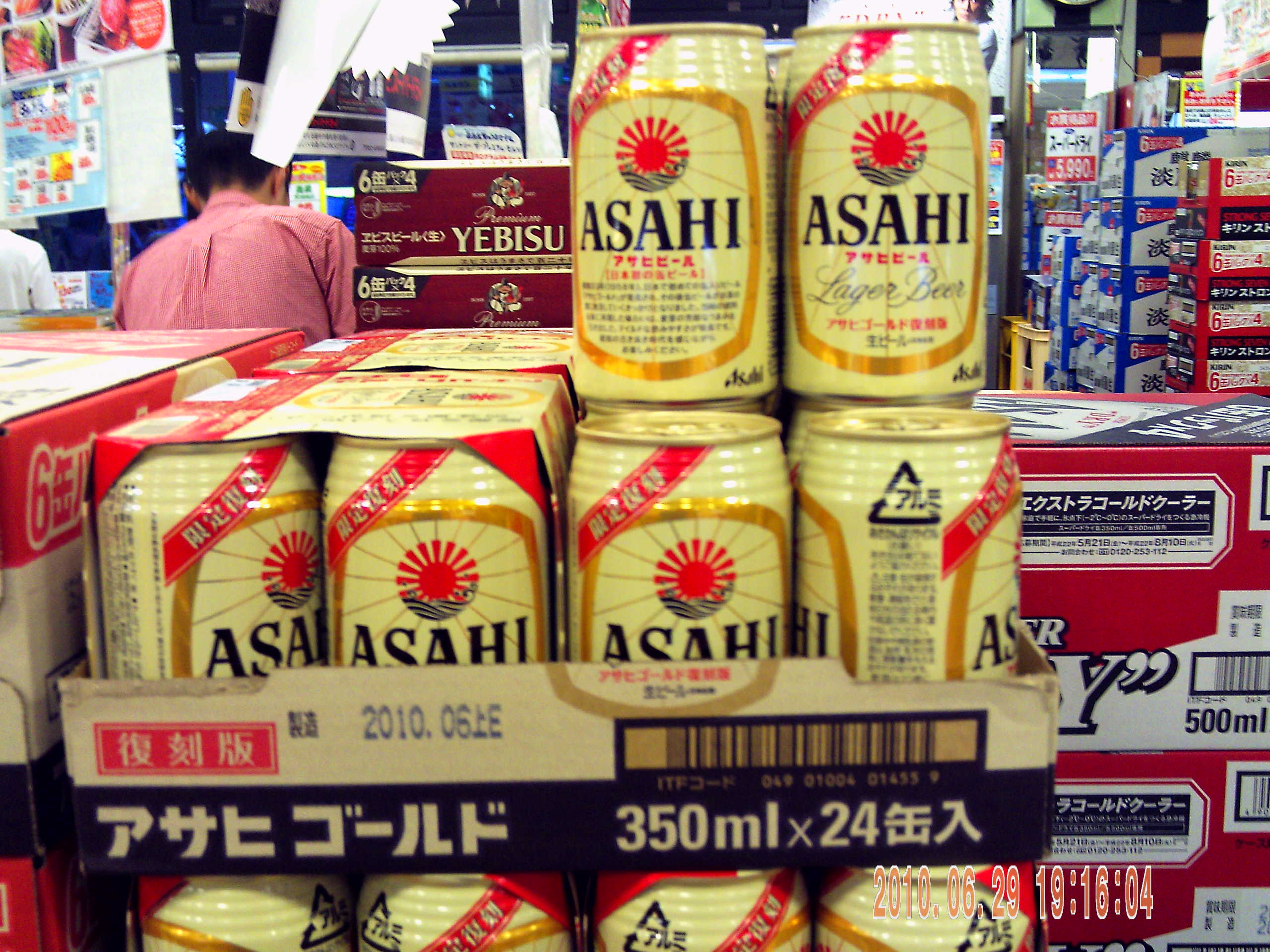
Des canettes de bière de la marque Asahi, juin 2010.
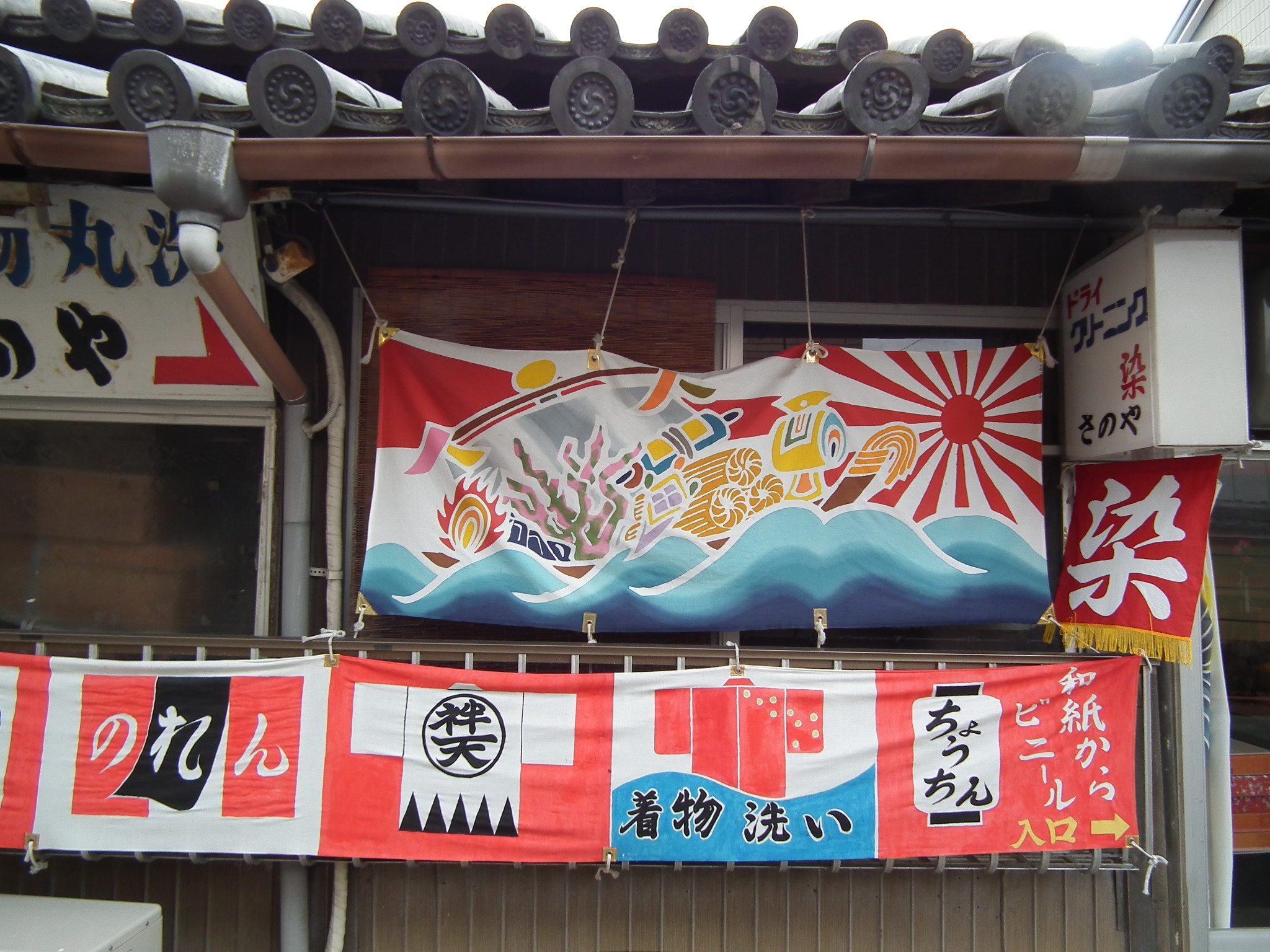
Un Tairyō-ki, drapeau traditionnel de pêcheur au Japon. Ces derniers sont aujourd'hui utilisés décorativement sur des bateaux ou lors de festivals ou d'événements traditionnels, 2011.
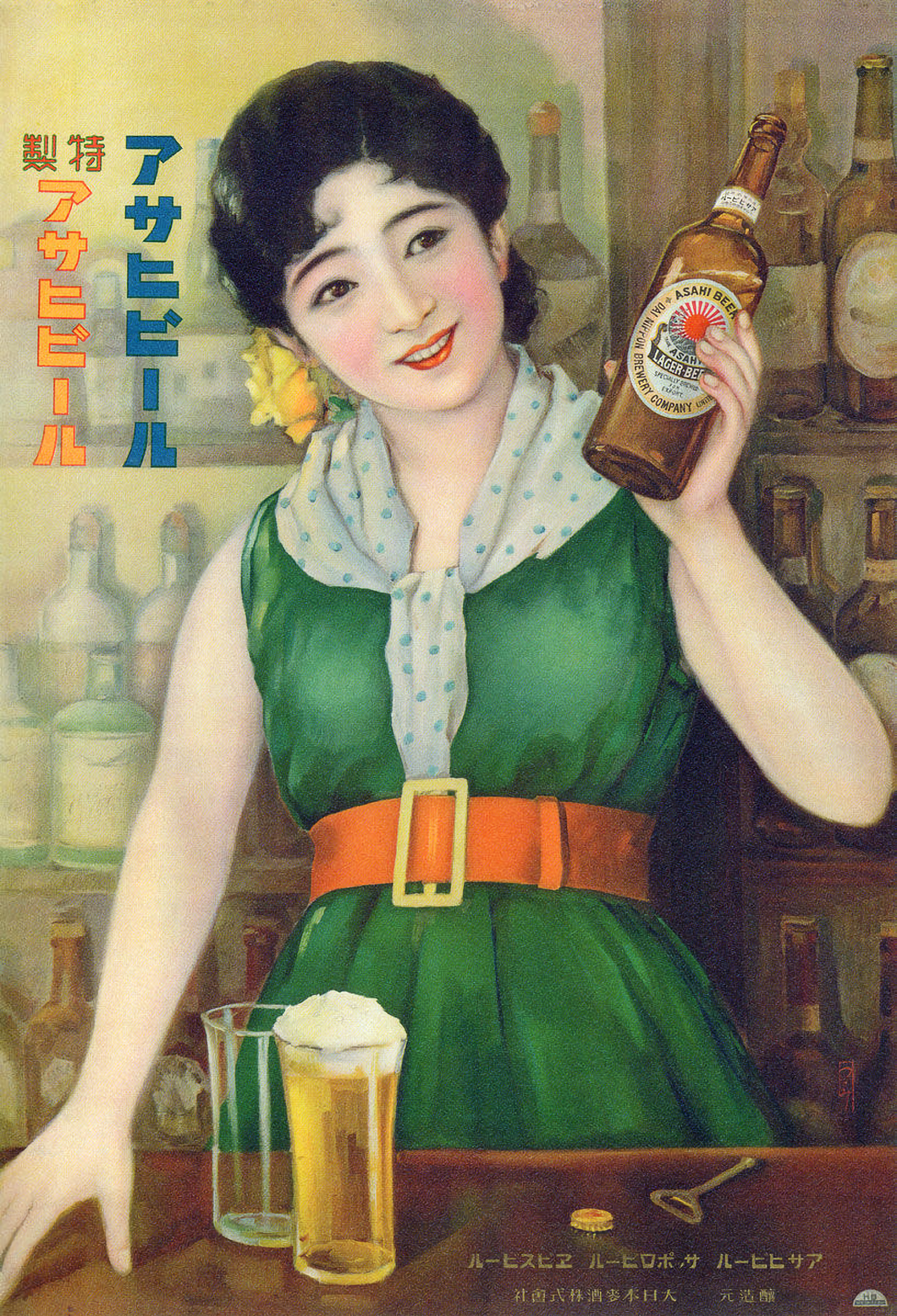
Affiche pour de la bière Asahi, 1920.

### Usage militaire

Drapeau de guerre de l'Armée impériale japonaise (十六条旭日旗?).
Jyūrokujō-Kyokujitsu-ki (十六条旭日旗?), pavillon naval de la Marine impériale japonaise.
Drapeau de la Force terrestre d'autodéfense japonaise (八条旭日旗?).
Jyūrokujō-Kyokujitsu-ki (十六条旭日旗?), actuel pavillon des forces navales de défense.
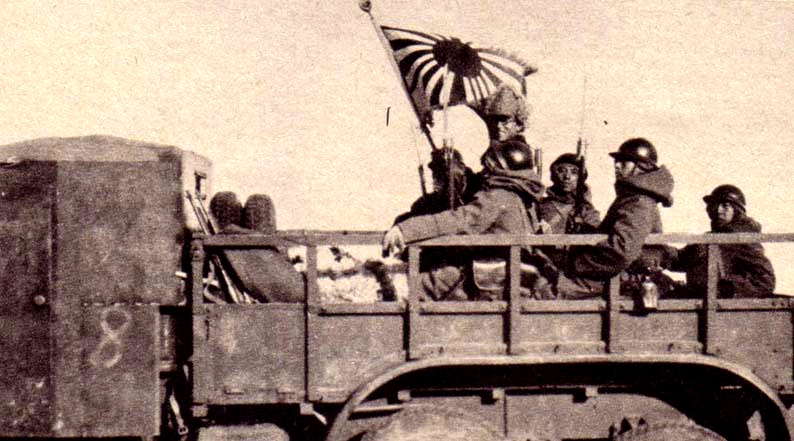
Troupes japonaises en Mandchourie, janvier 1932
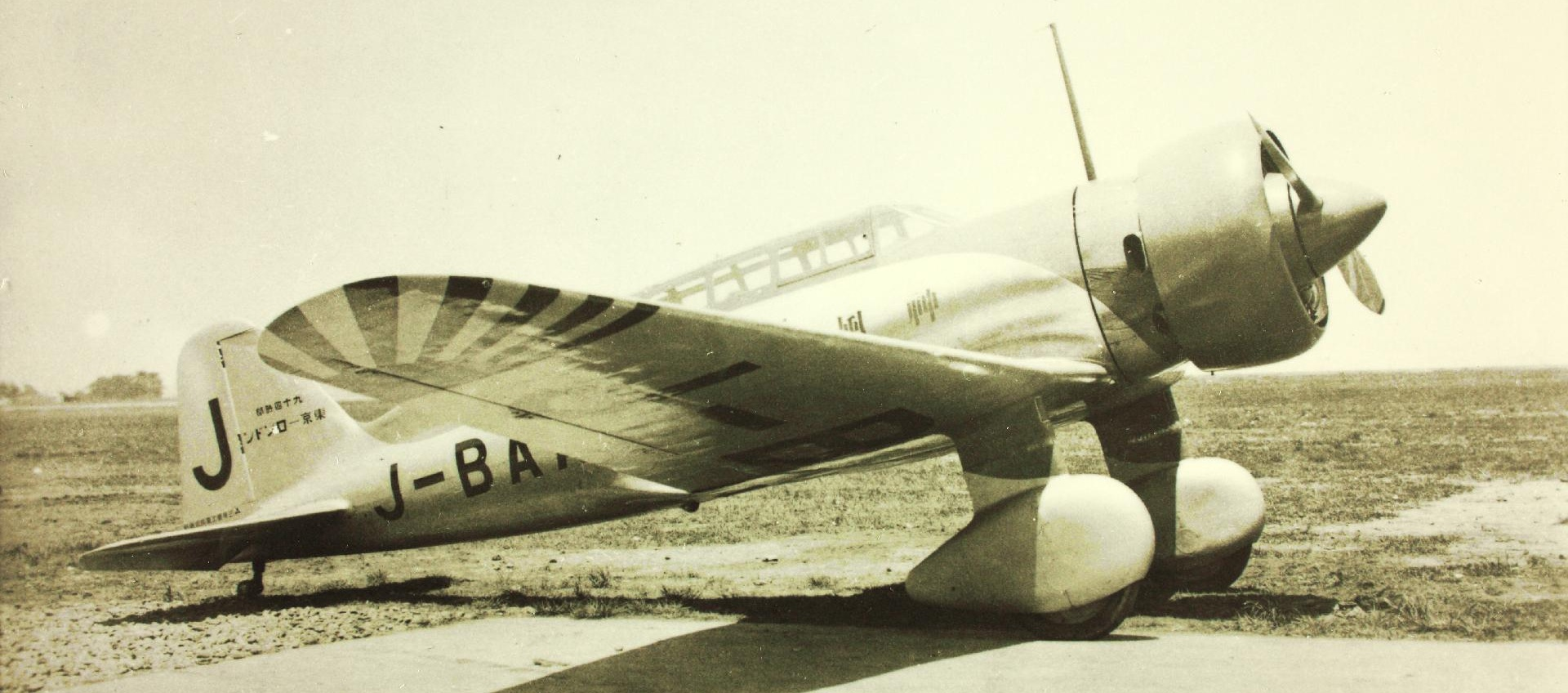
Un avion Mitsubishi Ki-15 Kamikaze (神風?)
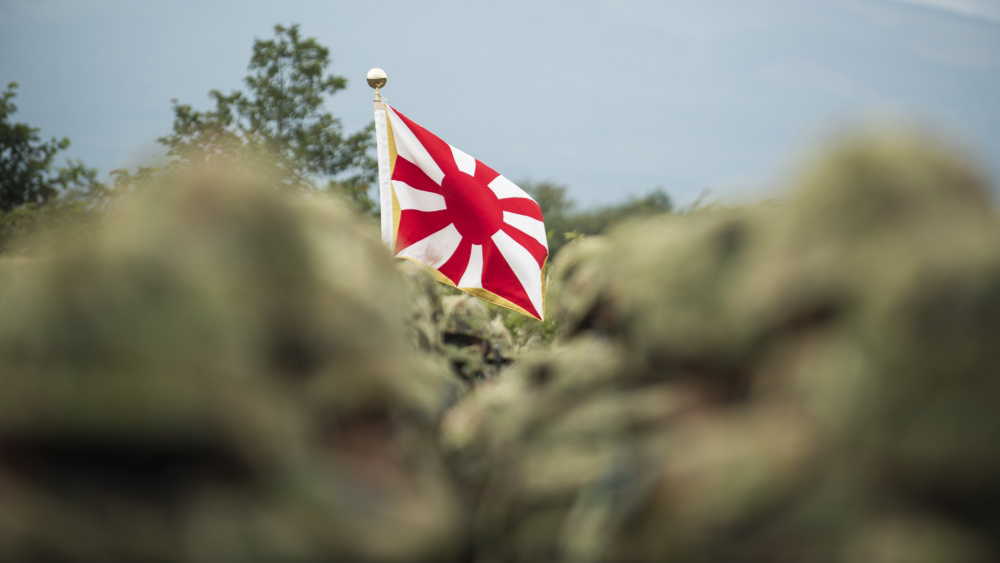
Un drapeau des Forces japonaises d'autodéfense.
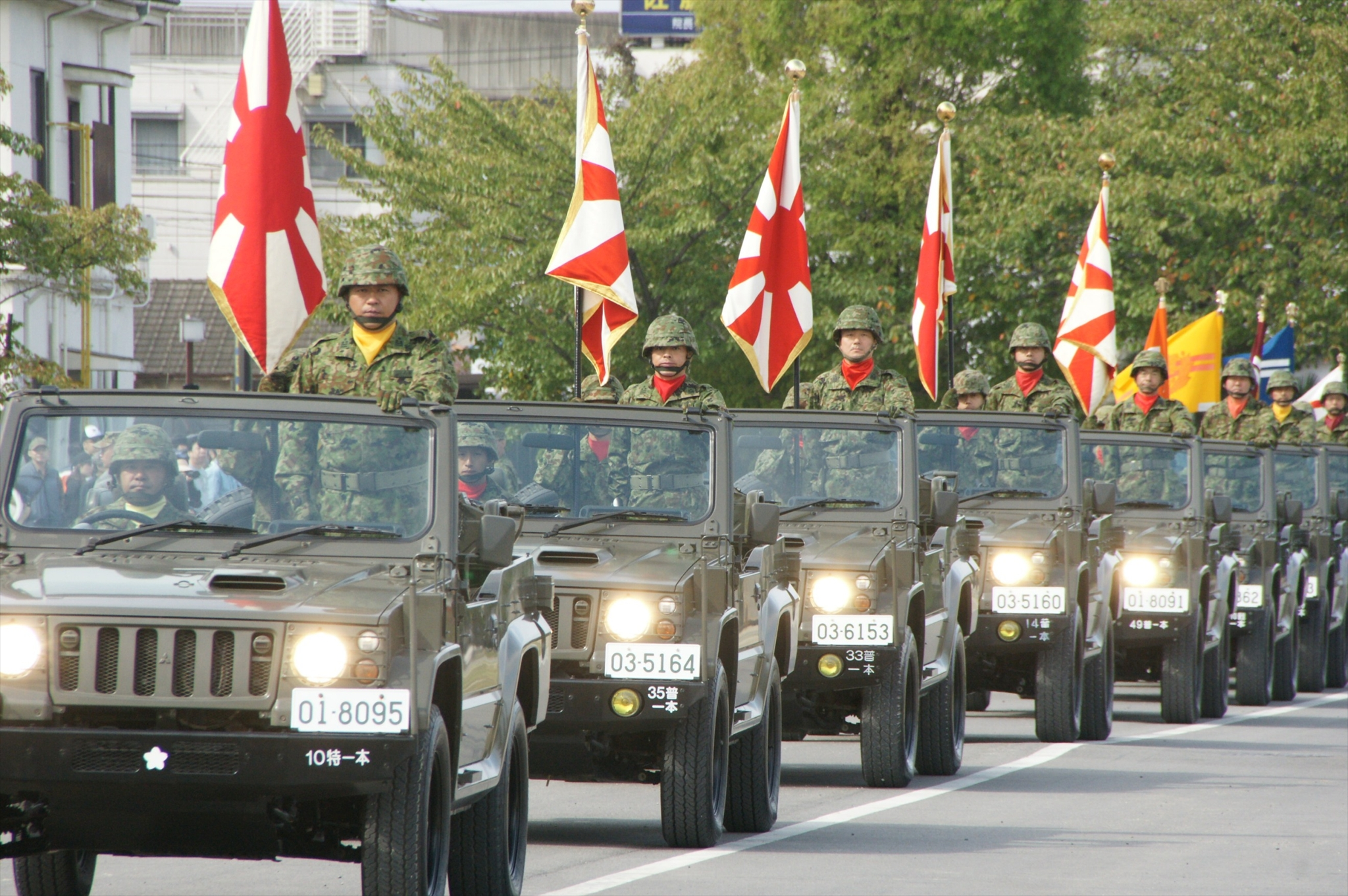
Parade militaire, avec des drapeaux des Forces japonaises d'autodéfense, 2011.
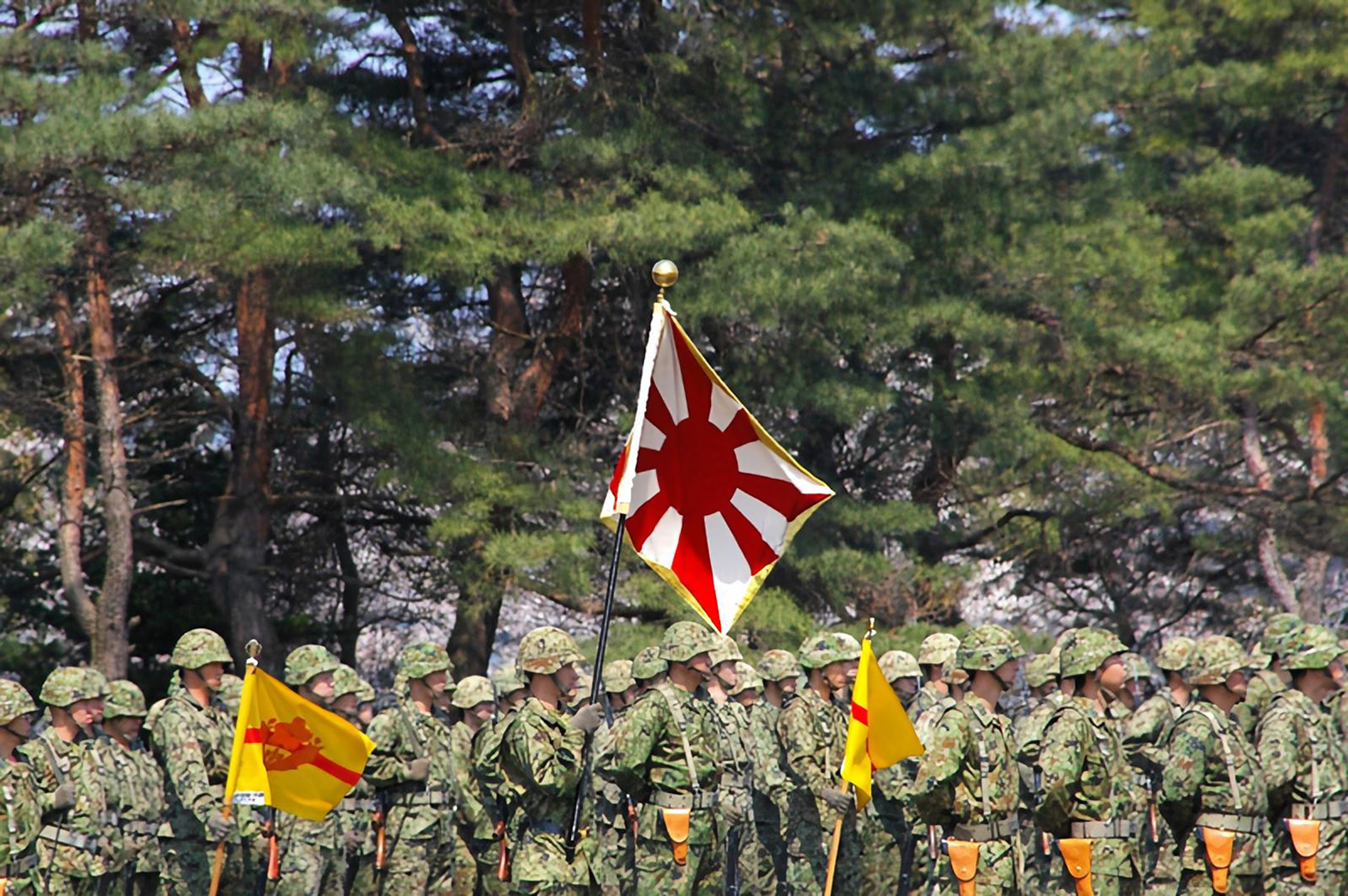
Force d'autodéfense au sol, drapeau des Forces japonaises d'autodéfense.
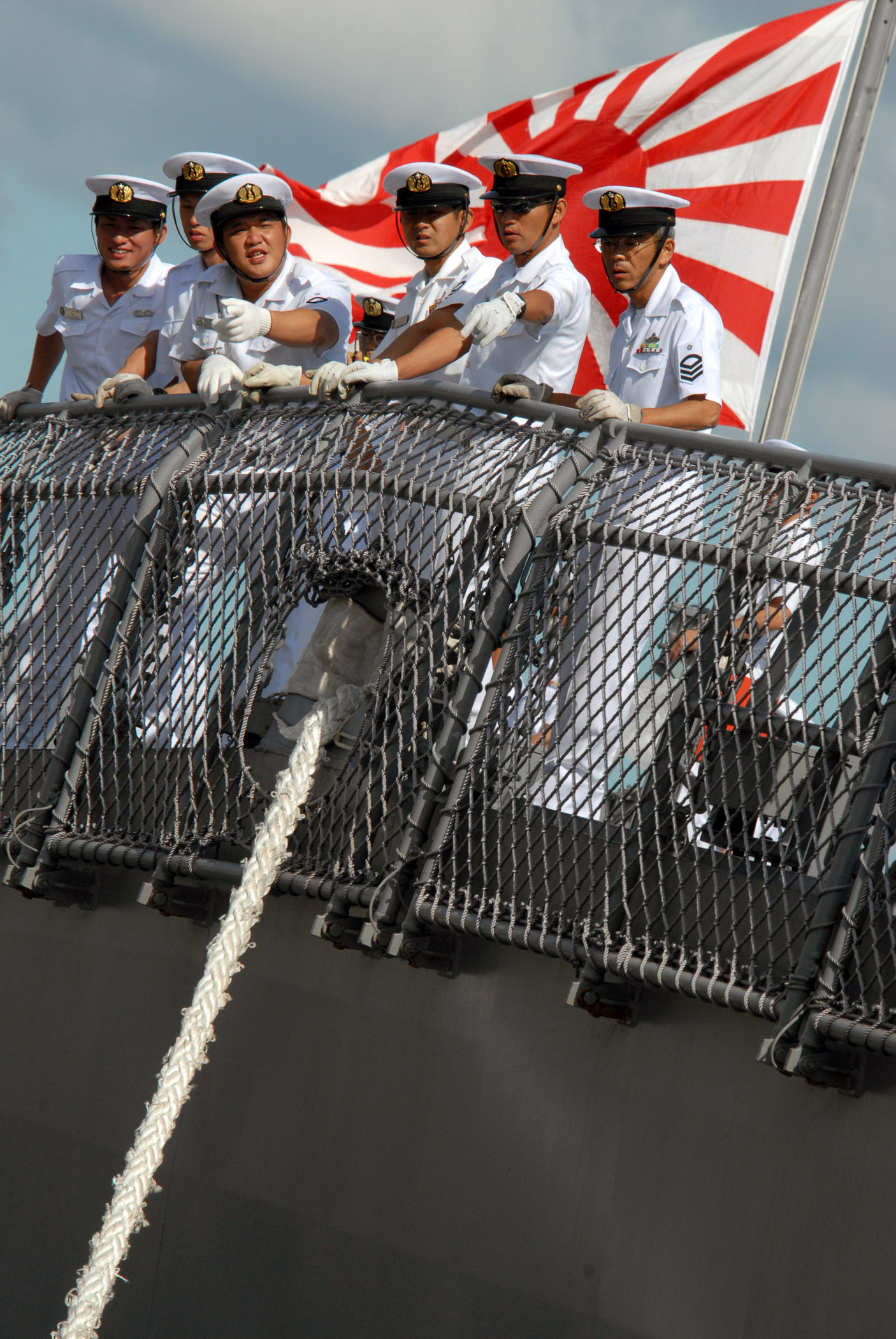
Membres d'équipage du navire destroyer JS Kongō, devant le drapeau de la Force maritime d'autodéfense japonaise.
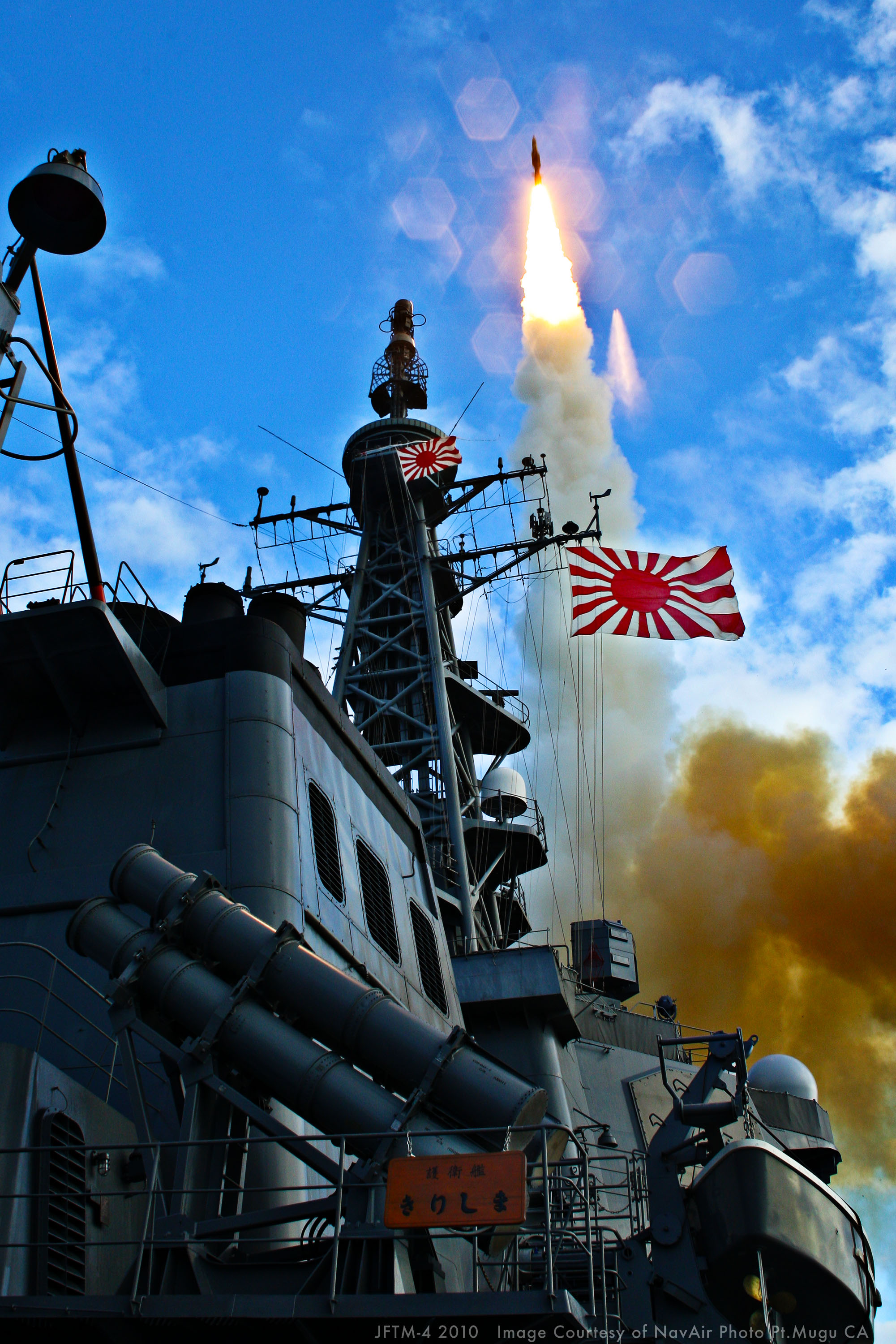
Un missile SM-3 lancé depuis le destroyer JS Kirishima de la Force maritime d'autodéfense japonaise.
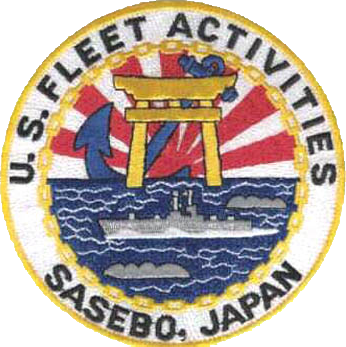
Emblème de la United States Fleet Activities Sasebo.
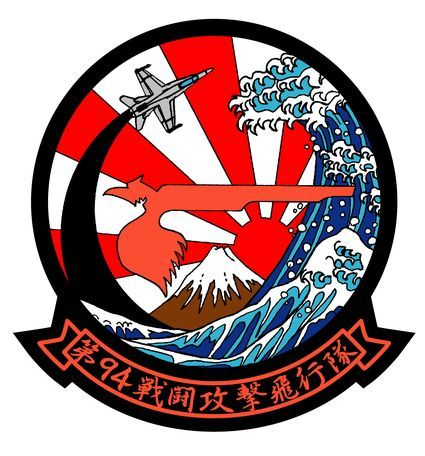
Patch du Strike Fighter Squadron 94.
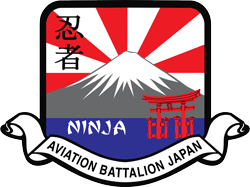
Emblème du U.S. Army Aviation Battalion Japan.
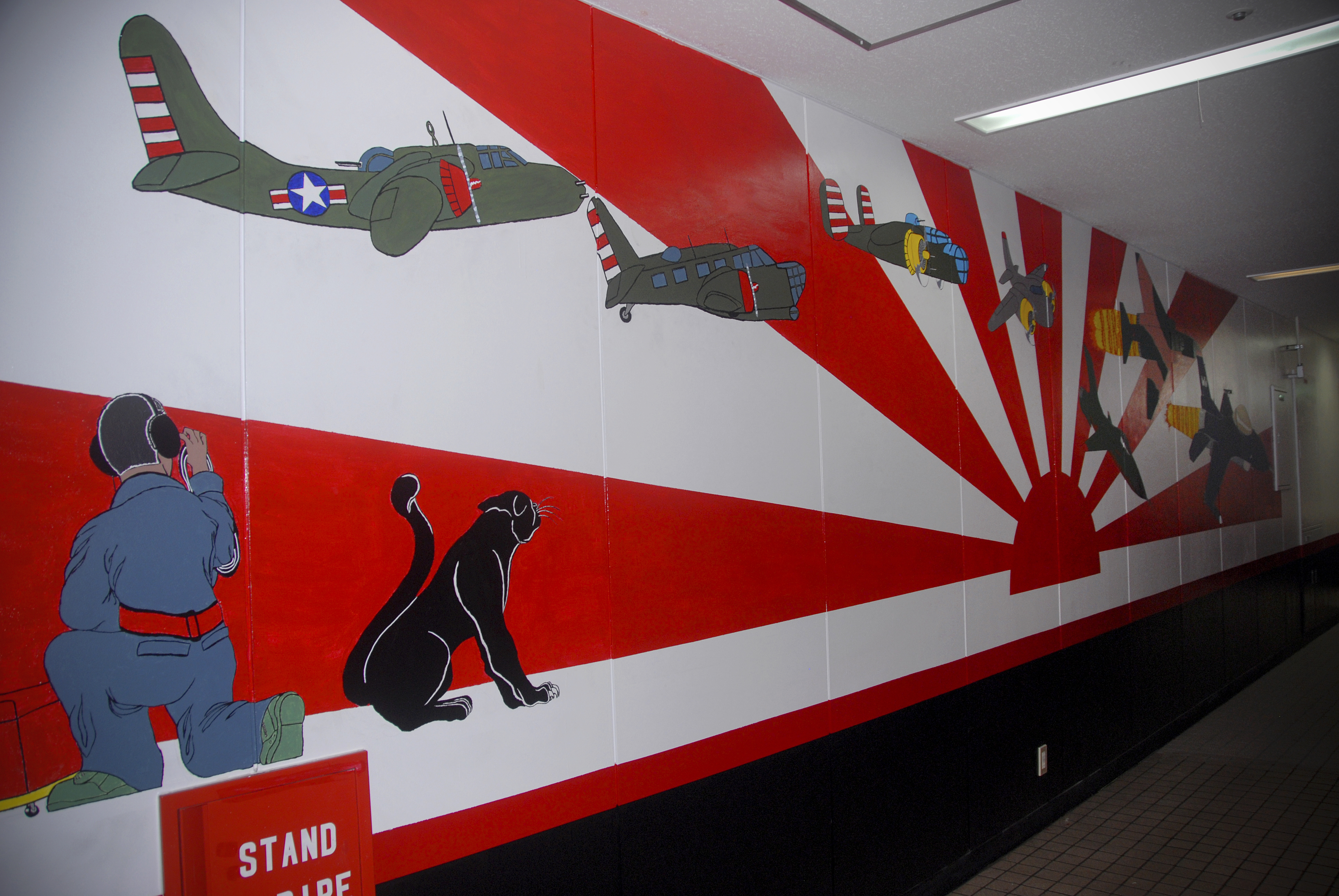
Peinture murale à la Misawa Air Base, Japon.
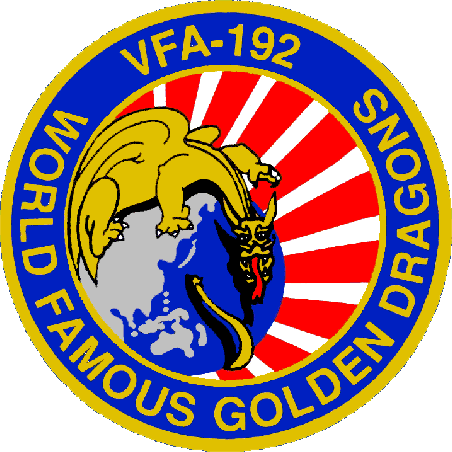
Ancienne insigne du Strike Fighter Squadron 192.
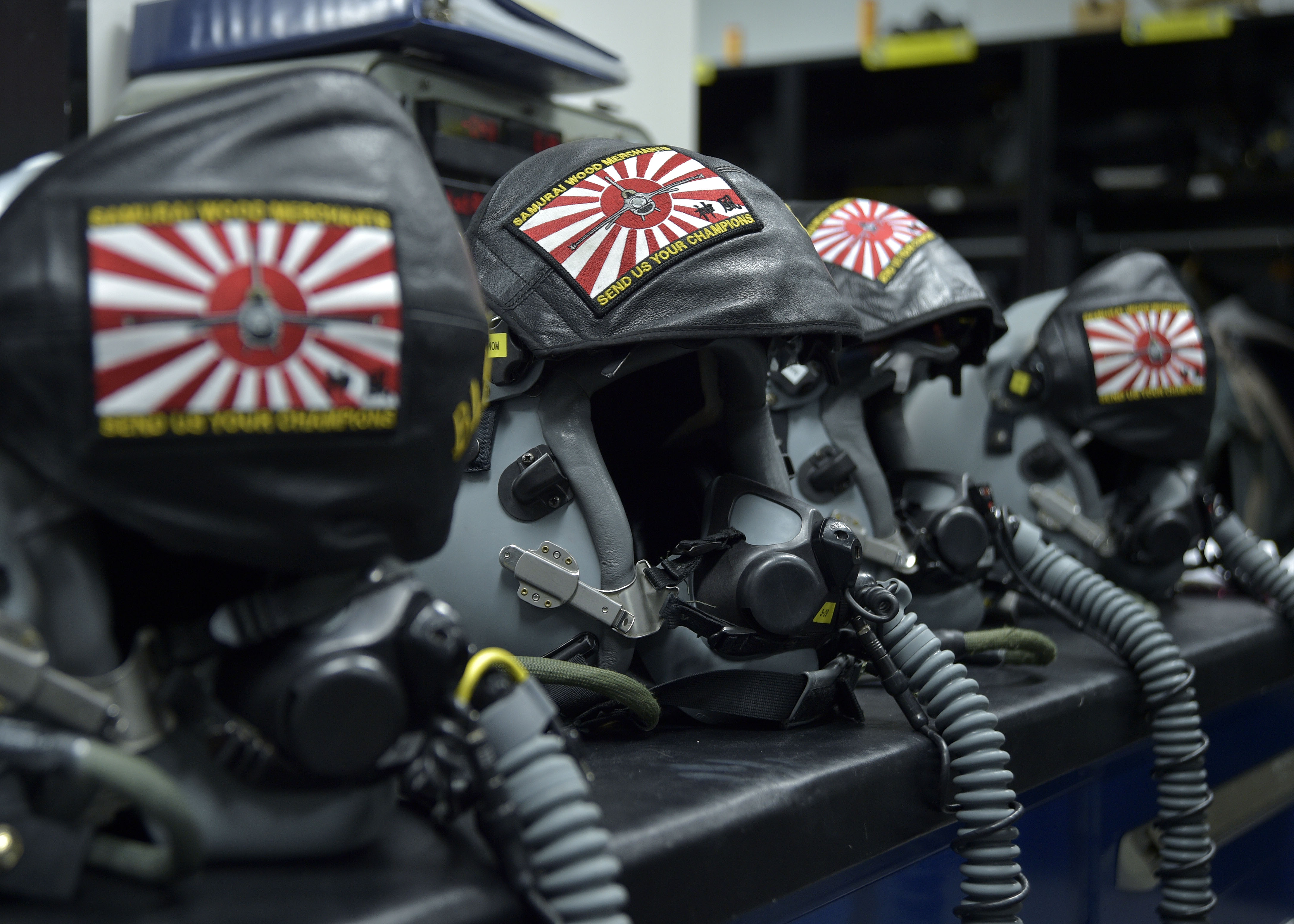
Système de repérage monté sur casque conjoint avec des patchs du 14e Escadron de chasse.
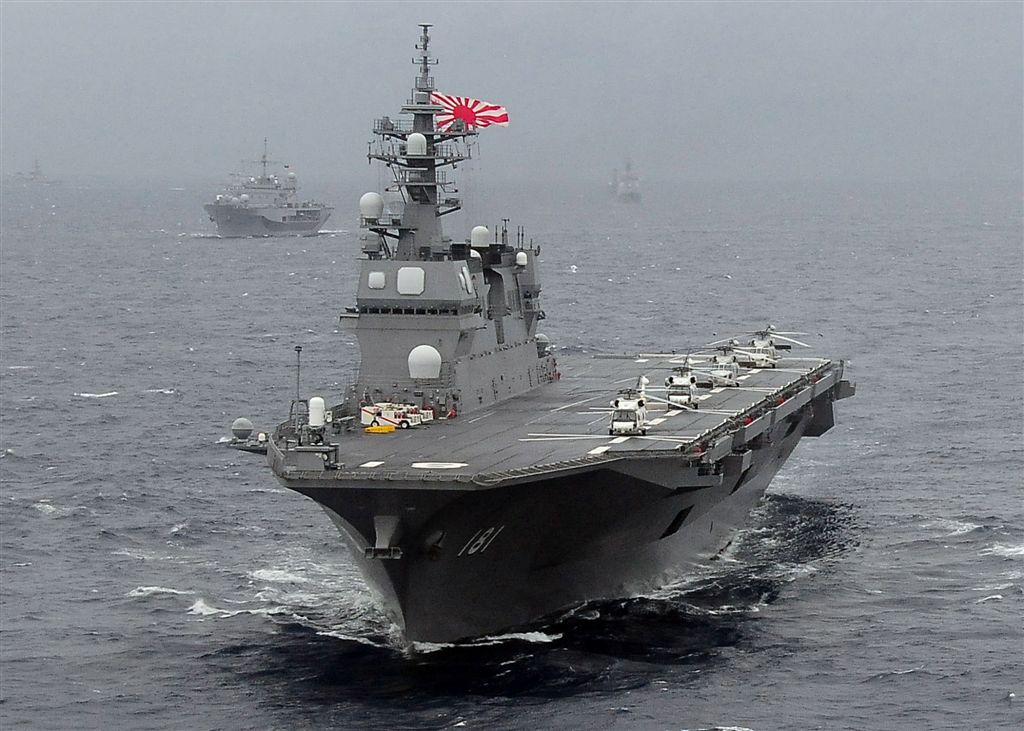
Le destroyer porte-hélicoptères JS Hyūga.

### Autres

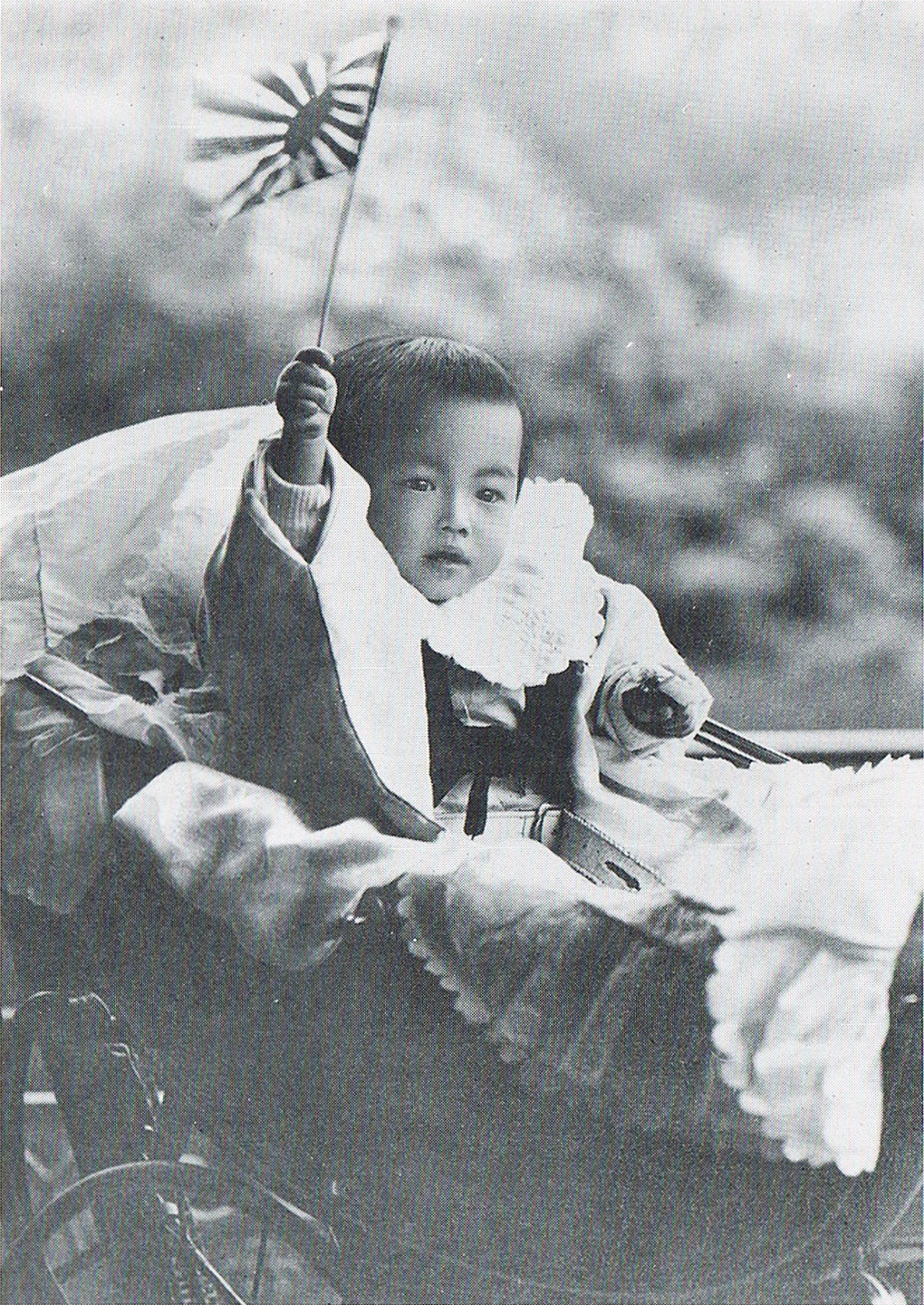
Photographie de Hirohito, futur empereur du Japon, alors âgé d'un an, 1902.
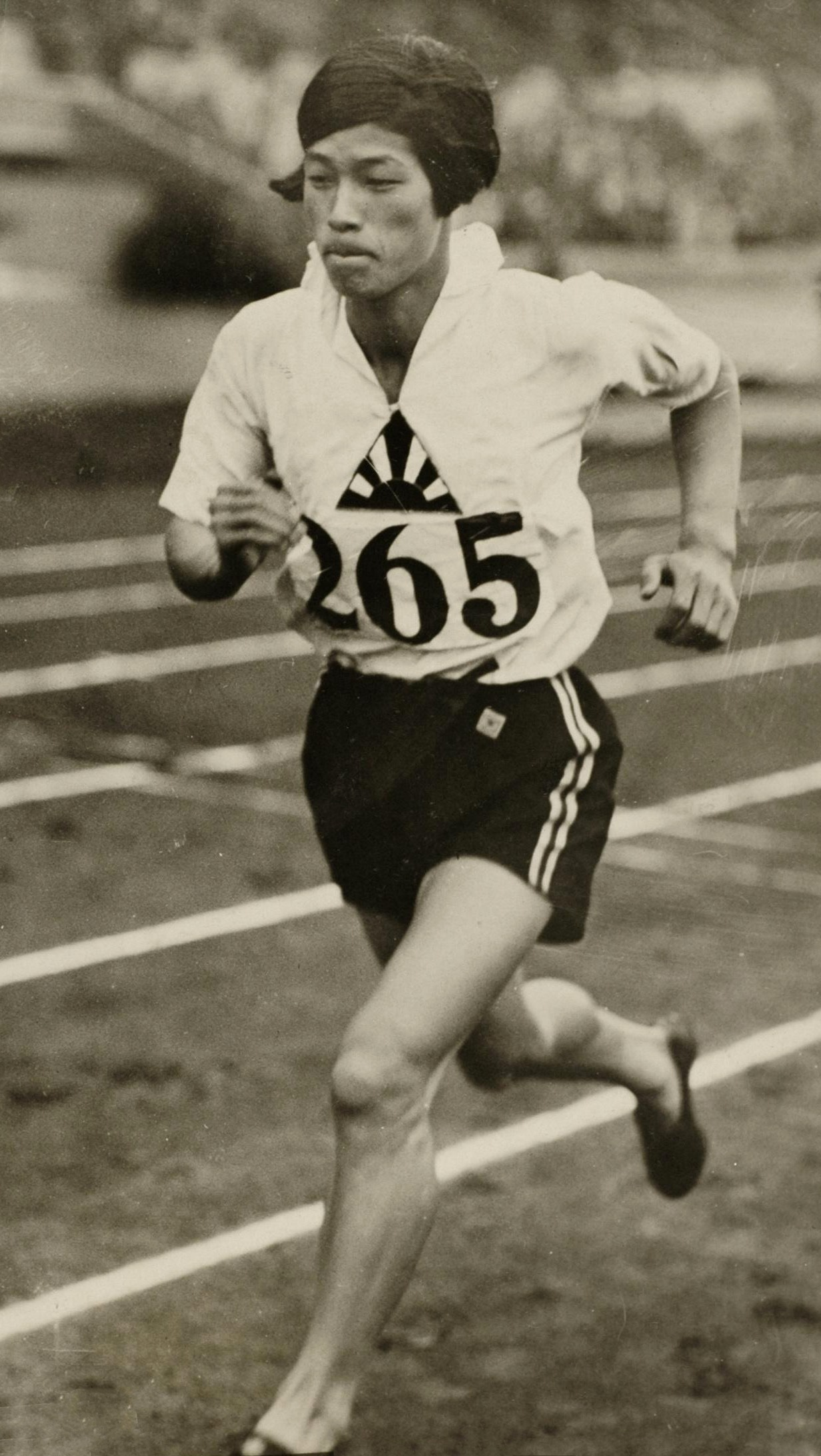
L'athlète japonaise Kinue Hitomi pendant les Jeux Olympiques de 1928.
Affiche de propagande australienne contre l'empire du Japon, 1942.
Premier logo de l'Église de l'Unification, 1954-1997 (Corée du Sud).
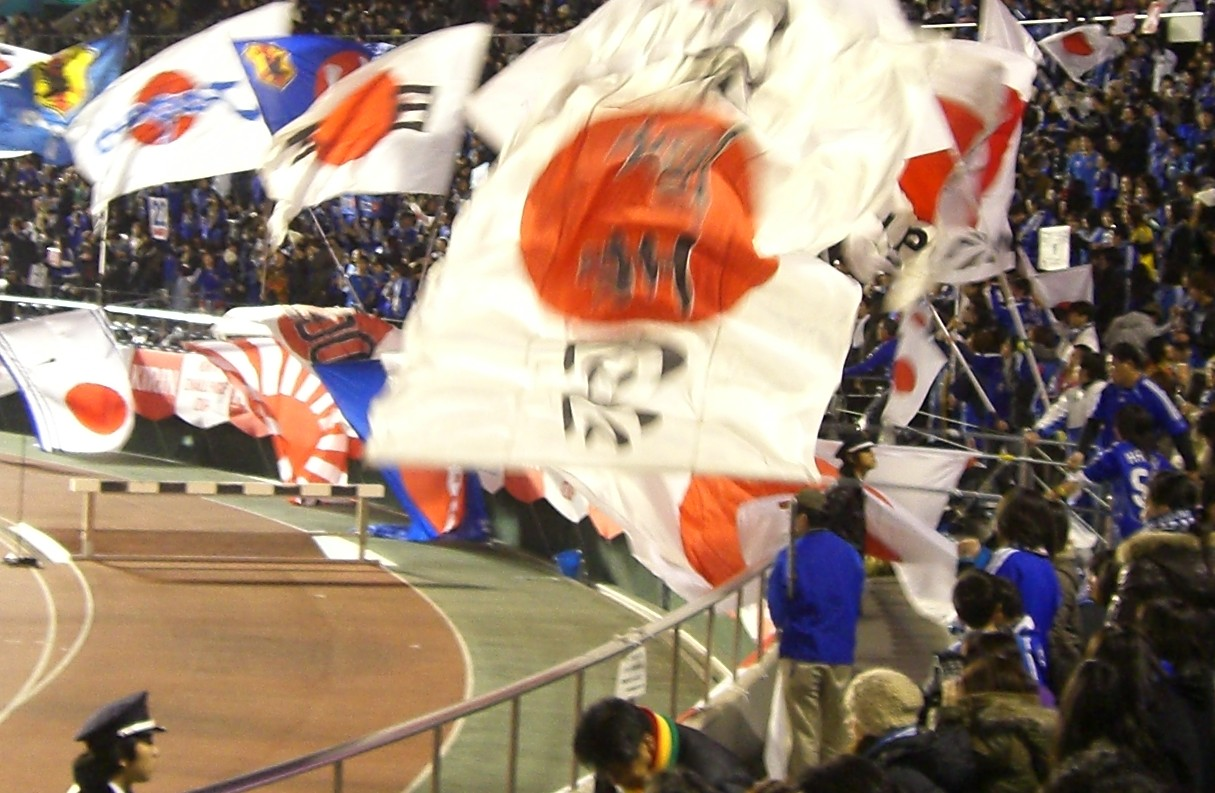
Des supporters japonais utilisant un Kyokujitsuki durant un match de football Japon contre Bosnie-Herzégovine en janvier 2008.
Logo de la Japan Expo (France).